# テイルズ オブ ヴェスペリア
『テイルズ オブ ヴェスペリア』（Tales of Vesperia、略称：TOV / ヴェスペリア）は、2008年8月7日にバンダイナムコゲームスから発売されたXbox 360用RPG。
『テイルズ オブ』シリーズの1つ。公称ジャンル名は“「正義」を貫き通すRPG”。2009年9月17日には追加要素を含んだPlayStation 3 (PS3) 版が発売され、同年10月3日にはシリーズ初の劇場用アニメ『テイルズ オブ ヴェスペリア 〜The First Strike〜』が公開された。
HDリマスター版の『テイルズ オブ ヴェスペリア REMASTER』（Tales of Vesperia Definitive Edition、略称：TOVR/TOVDE / ヴェスペリアREMASTER/ヴェスペリアDE）がPlayStation 4、Xbox One、Microsoft Windows（Steam配信）、Nintendo Switch向けに2019年1月11日に発売された。ゲーム内容はPS3版に準拠。そのため、以下での「PS3版」という表現は、あくまで「Xbox版」と比較したものであり、REMASTER版での内容も原則含むものとする。

## ストーリー
古代の技術で生み出された魔導器（ブラスティア）の恩恵を受ける世界テルカ・リュミレース。人々は、魔導器の力によって街に結界を張り、魔物に脅かされることのない平和な日々を送っていた。
その一方で、皇帝が崩御して次期皇帝の派閥争いも絶えない中、一部の貴族の評議員・領主・悪徳ギルドの不正の横行などによって、平民たちは日々の生活に苦しみ不満を募らせていた。

### 水道魔導器奪還編
帝都ザーフィアスに住む青年ユーリはかつて騎士をしていたが、市民が圧政に苦しんでいる現実を救えない騎士団に失望して辞めて以降、相棒の隻眼犬ラピードと共に用心棒紛いのことをして暮らしていた。
ある日、下町の水道魔導器（アクエブラスティア）から魔核（コア）を抜いて盗んだと思われる泥棒・モルディオを追うことになる。しかし、貴族の屋敷に入ったことがバレて、ユーリは城の牢屋に投獄されてしまう。
当然のように脱獄した彼は、城内で騎士に追われる少女エステリーゼと出会う。エステリーゼは「会わなければならない人がいる」と訴え、ユーリの親友で騎士団員のフレンの名前を出す。ユーリは魔核泥棒を追うため、そしてエステリーゼをフレンに会わせるため、慌ただしくも共に帝都から旅立つ。
その後、いくつものギルドを追い出されている弱気な少年カロルや、勝気な性格をしている帝国所属の魔導師リタ、海賊アイフリードの残したお宝を狙っている海賊帽を被った幼女パティ、飄々とした性格の神出鬼没の風来坊のおっさんレイヴン、ドラゴンを相棒にしているクリティア族の美女ジュディスら、旅の仲間たちを増やしていく。
やがて、反騎士団派の帝国評議員ラゴウと、5大ギルドの一つ「紅の絆傭兵団」の首領バルボスが結託して、今回の魔導器強奪事件を起こしていることが判明する。歯車の楼閣ガスファロストで魔導器兵器を作ろうとしていたバルボスを倒し、ようやく盗まれていた水道魔導器の魔核を取り返すことに成功する。
その夜、評議会の権力を悪用して罪を逃れたラゴウを、ユーリは暗殺によって断罪する。

### 凛々の明星編
エステルが一行と別れて城に帰ろうとした直後、突如現れた《人語を喋る謎の魔物》フェローが、「忌まわしき世界の毒は消す」と言い放ってエステルの命を奪おうとするが、なんとか撃退に成功する。自身が「世界の毒」だと呼ばれたエステルは、ユーリたちが立ち上げた新興ギルド「凛々の明星」（ブレイブ ヴェスペリア）に護衛を依頼し、真実を知るべく謎の魔物を追って旅を続けることを決める。
そんな彼らの前に、帝国の騎士隊長キュモール、ギルド「海凶の爪」の首領イエガーらが立ちふさがる。5大ギルドの一つ「幸福の市場」のメアリー・カウフマンからの依頼の報酬として船を手に入れた一行は、広い世界へと旅立つ。幽霊船で入手した小箱を、ギルド「遺構の門」の首領ラーギィに盗まれてしまった一行は、彼を追いかけて小箱を取り戻す。
コゴール砂漠を進んだ先で、ユーリたちは悠久の時を刻んでいる村ヨームゲンに辿り着く。そこで、始祖の隷長フェローが、なぜ「世界の毒」だと告げたのかを知る。その後、砂漠近くの街に戻ったユーリは、無法を働いていたキュモールを底なしの流砂に追い詰めて落とし、彼を断罪する。それを知った騎士フレンは、ユーリの行いの価値観を巡って対立する。
闘技場を取り仕切るギルド「戦士の殿堂」の統領ベリウスに会ったユーリたちは、彼女が人間ではなく「始祖の隷長」であることを知る。そして、エステルが「満月の子」であることを知らされる。そこへ、ギルド「魔狩りの剣」が乱入し、傷を負ったべリウスをエステルが治癒しようとしたところ、べリウスが暴れだしたため討伐。聖核は、「始祖の隷長」の亡き後の魂のようなものであると知る。
自身のギルドのミスによる「べリウスの死」の責任を取るため、ギルド「天を射る矢」の首領ドン・ホワイトホースは自害する。その後、船のブラスティアを破壊したジュディスを追ったユーリたちは、彼女の相棒の魔物バウルが「始祖の隷長」へと進化するところを見届ける。フェローに話を聞いたエステルは、ブラスティア発祥の地であるクリティア族の故郷へと赴き、太古にもエアルの暴走による大災害が起こり、「満月の子」らが命を賭して世界を救ったことを知る。

### クーデター編
これまでの一連の事件の黒幕が、帝国騎士団長アレクセイ・ディノイアであったことが判明し、エステルが連れ去られる。さらに、レイヴンが騎士団隊長シュヴァーンであったことも判明する。帝国へのクーデターを目論むアレクセイは、超巨大歩行戦艦ヘラクレスを帝都に向けて進行させるが、ユーリたちの活躍により撃破。しかし、アレクセイは人質にしたエステルの力によって、ユーリたちの乗る飛行船を墜落させる。
帝都の城にエステルを救いにいくが、アレクセイは「満月の子」の力を使って、古代文明が生み出した究極の魔導器「ザウデ不落宮」を海面下から召喚する。その後、操られたエステルと戦ったユーリは、正気に戻ったエステルを取り戻す。
ザウデ不落宮に突入したユーリたちは、これまで暗躍してきたイエガーを倒す。その後、騎士団長アレクセイを打ち倒すも、アレクセイはザウデを起動した結果、「星喰み」が蘇ってしまう。アレクセイはザウデ不落宮の崩壊に巻き込まれて死亡し、その直後ユーリはフレン隊の副官ソディアに刺されて、海面へと落下してしまう。

### 星喰み編
蘇った太古の災厄・星喰みを止めるべく、エアルをマナに変換することができるという「精霊」の力を借りるため、ユーリたちは各地にある「始祖の隷長」の残した「聖核」を巡っていき、聖核から「4精霊」へと進化させていく。その道中、世界を守ろうとしてエアルを過剰に取り込み過ぎた「始祖の隷長」の成れの果てが、「星喰み」であることを知る。
葛藤の末、ユーリたちは星喰みから世界を救うために、4精霊の力だけでなく世界中の魔導器の魔核を精霊化して補うことで、星喰みを倒そうと決断する。しかし、それは世界を救うことと引き換えに、「魔導器が使えなくなる世界」となることを意味していた。
一方では、エアルクレーネの暴走を鎮めて回っている銀髪の青年 デュークが星喰みを迎え撃つべく、古代文明が遺した都市兵器「タルカロン」を浮上させ、全世界の人間の生命力である「マナ」を攻撃に転用することで、星喰みを倒そうとしていた。
「人間」が選んだ未来と可能性を信じる「凛々の明星」と、「始祖の隷長」が統治していた古の自然な世界へと戻そうとする「デューク」。お互いが世界を救うことを望みながら、譲れぬ正義を持つためにぶつかり合う最終決戦の幕が上がる。
激戦の末にデュークを倒した一行は、計画どおりに魔導器を捨てて「精霊の力」によって星喰みを討とうとする。しかし、あと一歩のところで及ばないユーリたちに、デュークは力を貸して共に星喰みを滅ぼすことに成功する。

## システム

### スキル
キャラクターに特殊効果を付与するシステム。メイン武器、サブ装備についているもので、防具やアクセサリには存在しない。
ラーニング
スキルを持つ武器を装備した状態で戦い続けることにより、LP（ラーニングポイント）が蓄積される。スキルに対するLPが一定値以上に達するとスキルの習得が完了し、以後は武器を外した状態でも、キャラクターごとに個別に用意されたSPを消費してスキルを発動することができる。同一カテゴリーのスキルを多くセットすることでスキルシンボルが出現し、後述のオーバーリミッツ時に特殊効果を発揮する。
スキル変化技
特定のスキルを装備した状態で、対応した術技を使うと、術技が一段階上の術技にスキル変化を起こす。変化した技を使い続けることで、スキルと同じように個別に習得することが可能。同一の技でも装備スキルにより変化技が複数存在する技もある。

### 戦闘システム
エヴォルドフレックスレンジ・リニアモーションバトルシステム（EFR-LMBS）。『テイルズ オブ ジ アビス』のFR-LMBSを正当進化させた戦闘システムで、3Dバトルフィールドを縦横に駆け回るフリーランに加え、多種多様なシステムが追加されている。
フェイタルストライク
敵にいくつか設定されている、術式に対する耐久値をゼロにした瞬間に発動することで、専用の演出とともに通常の敵を一撃で倒すことができる（ボスキャラクターには大ダメージ）。成功させることにより、HP回復や攻撃力上昇などのボーナスも得られる。
オーバーリミッツ
OVL（オーバーリミッツ）ゲージを溜め、解放することで一定時間オーバーリミッツ状態になる。オーバーリミッツは4段階までレベルが設定されており、レベルごとにオーバーリミッツ状態のキャラクターが纏うオーラの色が変化する。レベル1の状態で術の詠唱時間破棄、技の無限連携可、バーストアーツ発動可などの効果があり、レベルがあがっていくごとに特殊効果が増えていく。レベルを上げるためには、専用のアイテムを合成によって作らなければならない。PS3版ではレベル4に加えあるアイテムを入手すると倍のレベル8まで上昇する。これによって協力プレイなどで2人同時にレベル4状態が作れるようになった。
バーストアーツ / 秘奥義
オーバーリミッツ状態で特殊な操作をすることにより、通常技より強力なバーストアーツを発動可能。特定のスキル装備でバーストアーツが変化する。さらにスキル「スペシャル」を装備して特殊な操作をすることで専用のカットインが挿入される秘奥義を発動することができる。バーストアーツから秘奥義への連携は可能。PS3版で追加された秘奥義（俗に第二秘奥義とも言う）はやや特殊な条件をこなす必要もある。
この秘奥義は味方だけでなく一部の敵も使用する。
シークレットミッション
ボス戦などに特殊なギミックが用意されており、それを発動させることにより貴重なアイテムのドロップや戦闘グレード増加などのボーナスが与えられる。
戦闘ランク
最初は「イージー」・「ノーマル」・「ハード」のみだが、ゲームを1周クリアしたときに選べるEX NEW GAMEで始めた時にグレードショップで購入できる『戦闘ランク開放』を購入すると「アンノウン」が選べるようになる。難易度が高いほど敵が極めて強くなるが、獲得GRADEも大きくなる。敵のステータスは、「イージー」では「ノーマル」の全ステータス0.7倍、「ハード」ではHPが2.5倍、「アンノウン」ではHPが5倍となる。リマスター版も同じ。

### 合成
戦闘で得た素材などを掛け合わせ、強化武器や特殊アイテムを作成するシステム。合成でしか入手できないアイテムも存在する。合成はアイテムショップで行う。シナリオを進めると合成できるアイテムの種類が増える。

### その他
称号
一部の称号では衣装が変化する。
アタッチメント
アクセサリーの一種。装備すると能力は変わらないが外見が変わる。装備できるのは一つだけ。
料理
本作では作るキャラクターと料理の種類によって、成功した際に新しいレシピを開発することがある。また料理する者によって得意な料理・不得意な料理がある。キャラクターによって好みもあり、好きな料理だと効果が上がるが、嫌いな料理だと効果が下がる。
ギガントモンスター
世界各地に存在するボスクラスのモンスターで、戦闘になっても逃走可能。戦闘勝利後も、マップを切り替えると低確率で復活する。PS3版では2体追加されている。

## 用語

### 世界観
テルカ・リュミレース
本作における世界の総称。ほとんどの街は魔物の侵入を防ぐために結界に守られており、一般人の大半は街の外に出ることもなく生涯を全うする。
この世界は帝国による統一国家であり、他の国家は存在しない。ただし、帝国の市民権を捨てた者がギルドとして帝国の管轄外で生活している。
帝国
テルカ・リュミレースを治める国家。古代からの血統を受け継ぐ皇帝を頂点に、政治を担う評議会と、軍事・治安維持を担う騎士団の二本柱が国家運営を支える。また、帝国への貢献を認められた者には皇帝から貴族の位が授けられ、重要な役職を任される制度がある。
劇中では建国から約1000年を経ており、表面上は安定した治世を保ちながらも、内に多くの問題を抱えた社会として描かれる。特に、貴族が事実上の特権階級と化したことが腐敗の温床となっており、権力の濫用や富の独占などの不正を横行させている。本来は民と公益を守る立場でありながら、一般市民を下民（げみん）と呼んで蔑む貴族も多く、モラルの低下が甚だしい。
10年前の人魔戦争の最中、皇位継承の証である宙の戒典（デインノモス）が遺失したため、皇帝の座は空位の状態にある（前帝は既に崩御）。評議会と騎士団はそれぞれに息のかかった人物を次期皇帝候補に推挙し、国の先行きを牛耳ろうと目論んでおり、こうした勢力争いも民を蔑ろにする傾向に拍車をかけている。
ギルド
帝国の法の下で生きることを拒み、独立した者たちの寄り合い。基本的には職能でまとまった会社のような集団で、人民から依頼される様々な仕事をこなして生計を立てている。構成員たちの生活基盤となる場でもあるため、共同体や自治体のような役割も大きく、各ギルドが独自に掟を定めて構成員を律している。ダングレストを治めるドンやノードポリカを治めるベリウスの例が示すように、有力なギルドのリーダーは実質的に地方都市のリーダーというべき存在であり、非常に大きな影響力を持っている。
帝国から見れば無法者の集団であり、本来は相容れない関係だが、ギルド無しには社会が成り立たないという現実もあり、その存在はある程度黙認されている。数十年前には帝国による大規模な弾圧があったが、ギルド側はユニオン（連合）を組んで対抗し、自分たちの独立を死守した。以来、両者のパワーバランスは拮抗し、衝突や摩擦を抱えながらも共存するような微妙な関係を保っている。魔導器の発掘など、帝国とギルドが協力して事業を行なう例も少数存在する。
クリティア族
テルカ・リュミレースに存在する人間に近い種族。長く尖った耳と、その後ろから伸びた房状の触角が特徴。大半は楽観的で好奇心旺盛かつマイペース、感情的になることはほとんど無い。学者肌で争いを好まず、人間とは友好的な関係にあり、1000年以上前から人の文明の発展に貢献してきた。現在、空中都市ミョルゾに住むクリティア族は外界との交流を断ち、魔導器を放棄した生活を送っている。大きな括りの中では彼らも人間として扱われる。
ナギーグという、物に込められた情報を読み取る特有の力をもつ。戦闘にも応用が利くため、ジュディスたちクリティア族は武醒魔導器を必要としない。そのナギーグを活かして、集落単位で同胞とリンクし、感情の共有と制御を行うという特性がある。テムザでは「輪」、ミョルゾでは「大樹」と呼ばれる。そのコミュニティに属さない者のことを放浪者（メルグ）と呼ぶ。
始祖の隷長（エンテレケイア）
テルカ・リュミレースに存在する動物が、長い時間を経て独自に進化を遂げた存在の総称。その進化形態のために多種多様な姿が確認でき、一見すると魔物のようではあるが、体躯は総じて巨大。非常に長命で千年以上の時を生きる者も多い。魔物とは別の存在であり、高い知性を持ち、結界魔導器の中にも入ることができる。
文明こそ築いていないが、人間を遥かに凌ぐ高い知能を有しており、人語を解して人と対話ができたり、魔物を統率することができる。身を守るために姿を進化させてきた種族故に、人間やクリティア族の姿を模すことのできる個体も存在し、その能力を生かして人間社会の中に紛れて暮らしている者もいる。大気中のエアルを摂取することで自らの活力とし、独自の視点で世界を管理している存在ともいえる。死を迎えた際に、エアルの塊である聖核が残る。
人魔戦争
10年前にテムザ山を中心に起きた人と魔物との大規模な戦いを指すが、真相は謎に包まれている。各地で魔物の群勢が結界を突破して街に攻め入り、大きな爪痕を残した。
必要最低限の魔導器しか使わないという太古の盟約を破り、世界に害を為す「ヘルメス式魔導器」までも使用し始めた人間の存在を危惧した始祖の隷長「暗きもの」と、それに抵抗した人間たちとの戦いであったというのが真相。人間側についたエルシフルとデュークによって「暗きもの」が倒されたため、戦争は人間側の勝利で終結したが、戦地に赴いて生き残った者はほとんどいない。
作中で参戦が確認されている人物はシュヴァーン（レイヴン）、アイフリード（パティ）、アレクセイ、イエガー、キャナリ、ドン、デューク。始祖の隷長ではエルシフル、ベリウス。その内シュヴァーン、イエガー、キャナリは戦死、終戦直後に帝国の裏切りでエルシフルが死亡した。また戦争によりジュディス、クリント、ゴーシュ、ドロワットが家族を失った。

### エアル関連
エアル
世界が最初に形作られた際の余剰エネルギーが地中に溜まったもの。空気中にも存在するテルカ・リュミレースの主要なエネルギー源であり、魔導器はエアルを吸収して動作する。濃度が高いほど生物に悪影響を与える（大量のエアルが一気に体内を流れると、身体が耐え切れずに死亡する、エアルによる身体の変異で理性のない魔物と化してしまうなど）。
エアルクレーネ
世界に点在するエアルの源泉。世界のエアルの総量を保つようエアルを放出するため、基本的には濃度が高い。世界でエアルが消費されるほど、それを補うためにエアル放出が活発になり、周囲には環境異常が起きやすくなる。
リゾマータの公式
これまで生産、消費されるだけであったエアルを還元させることで、無用なエアルの乱れを抑える方程式。発見されてはいるが、物語開始時点では実証に至っていない。
後にリタが、魔導器無しで術を発動できる満月の子と、エアルを摂取することで己の活力とする始祖の隷長からヒントを得て、「全てのものはエアルから成る」という仮定を打ち出す。さらにエアルと物質の中間に位置するエネルギー「マナ」を見出し、それを消費することでエアルをマナへと変換させる式を確立させた。それはすなわち魔導器の時代の終焉と、全く新しいエネルギー技術の到来を意味することとなる。エアルを直接消費しないという意味では生命力もマナの一種であり、ヘルメスの発明した魔導器が人間の心臓代わりとなるのはこのためとされている（ヘルメスはリタよりも以前からマナの存在を仮定していた）。
精霊
古代の言葉で「物質の精髄を司る存在」という意味。始祖の隷長がさらなる高次へと進化したもの。
リタが考案したエアルの抑制術式の理論を立証するため、聖核と活性化していないエアルクレーネを使った際、予想以上の結果として誕生した。エステルが満月の子の力でエアルをマナに近い状態に再構築し、リタが聖核にエアルを導いた時、聖核を形作る術式が自然に組み上がって再構成され、聖核に宿っていた意思が具現化されて生まれた存在。エアルと物質の中間であるマナを操ることができ、満月の子（エステル）とも常に精神が繋がっている。
聖核の元となった始祖の隷長の生まれ変わりとも言える存在で、以前の記憶・人格も保持している。精霊たちの名前は全てエステルが古代の言葉から名付けた。
「精霊」というカテゴリーはウンディーネ誕生時にユーリが考案したものだが、実はそれ以前にヘルメスによってその存在が仮定されていた。ただし彼のいう精霊は、人も始祖の隷長も滅び去った遠い未来に、全てのエアルがマナを経て変化する存在であり、本編に登場する聖核・魔核から変化したものとは異なる。

### 魔導器（ブラスティア）
古代ゲライオス文明の時代に、クリティア族が生み出したとされる遺産。大気中のエアルを吸収して様々な魔術を発動する装置で、社会の維持に欠かせないインフラとして活用されている。その構造は、各種術式を刻まれた魔核（コア）と、出力を調整する筐体（コンテナ）に大別される。劇中の時代では製造技術が失われた（簡単なものに限っては再現可能）貴重品であるため、帝国が独占的に管理を取り仕切り、その指揮下で「遺構の門」が発掘を行なっている。貴族街と下町では普及している魔導器の質や数に大きな格差があり、帝国社会の在り様が如実に反映されている。ギルドが取り仕切る区域では管理はやや緩いようで、特に地位の高くないカロルが武醒魔導器を所持している他、魔導器の恩恵によってダングレストの生活水準は帝都の一般市民より高いとする証言もある（小説版のレイヴンによる発言）。小説によると、色々な魔導器を集めた全集も存在するらしい。
武醒魔導器（ボーディブラスティア）
装備者の能力を高める魔導器。一般人でも強力な魔術などを使えるようになる。
武器や防具に込められている武能（スキル）の読み込みや獲得にも使われる。劇場版と原作とでは仕様が若干異なる。
結界魔導器（シルトブラスティア）
帝国、ギルドを問わず主要な街に設置され、その名の通り街を守る巨大な結界を作り出す。
ハルルの結界魔導器は、樹と同化した有機型のもの。魔物などを閉じ込める逆結界も存在する。なお、効果を発揮するのは地上だけであり地下には影響しない。
水道魔導器（アクエブラスティア）
噴水など、水の供給に使われる魔導器。帝都の下町の噴水はデデッキに魔核を奪われて動きを止めてしまい、これが物語の発端となる。
測温魔導器（サーモブラスティア）
単純な構造をした制作可能な小型魔導器。体温を測ることができる。
洗濯乾燥魔導器（プリンディルブラスティア）
小説に登場した、名前通り洗濯乾燥機のような魔導器。幼い頃のリタも使えた。
料理魔導器（マギノブラスティア）、加圧魔導器（ピエゾブラスティア）
リタの父親が仮開発した、単においしい飯を食べるために使う小型魔導器。リタの父曰く「鍋の中の圧力を高めて沸点を上げることで、時間あたりの味の浸透率が上昇する」らしい。その後普及したかは不明。小説に登場。
兵装魔導器（ホブローブラスティア）
大砲などの兵器として使用される魔導器。
ヘルメス式魔導器（ヘルメスしきブラスティア）
10年前の人魔戦争のきっかけとなった魔導器。本来は魔導器を製造できないはずの現在の文明によって作られ、その存在は世に明らかにされていない。従来の魔導器より強力である分、大量のエアルを消費するために大気中のエアルのバランスを崩し、各地でエアルクレーネが大量発生する直接の原因となっている。人魔戦争で開発者のヘルメスが死亡したことにより技術は失われたが、アレクセイがその技術を持ち帰ったため、現在も密かに世の中に出回っている。
心臓魔導器（カディスブラスティア）
ヘルメスの開発した「ヘルメス式魔導器」の一種。心臓の代替として人体に埋め込むことで、生命力を動力とし心臓と同じ働きをする。通常のものよりも強力な武醒魔導器としても使えるが、エアルではなく装備者の生命力を動力にするため、無理に使えば装備者の心臓に大きな負担がかかり、下手をすれば命にも関わる。作中ではレイヴン（シュヴァーン）とイエガーが使用しており、両者は人魔戦争で心臓を失ったことで一度死亡している。
小説版ではアレクセイが人魔戦争で戦死した騎士たちを対象に使用したが、適合者として成功したのは上記の2名だけだったらしい。アレクセイは心臓魔導器を人類にとっての新たな希望として捉えていたが、蘇った二人は生きる希望を失い精神を病んでしまっていた。

聖核（アパティア）
始祖の隷長が長い年月をかけて自らの体内に凝縮させたエアルの塊で、始祖の隷長が命を落としたときに結晶となって生まれるもの。いわば彼らの命そのもの。魔導器の中枢部である魔核とは、聖核を砕いて術式を施したものであり、その貴重さから様々な人間に狙われている。

### 古代ゲライオス文明
1000年ほど前に滅びた文明。魔導器の発展で現在より遥かに繁栄していたが、エアルの乱れによる「星喰み」の降臨によって文明は滅び、生活水準は魔導器を捨てての一からの始まりになった。
星喰み（ほしはみ）
クリティア族の太古の伝承にある、エアル乱れる時に現れる、星一つを覆うほどに巨大な「災厄」。かつて退けられたとされているが、どのようにして退けられたのか、またどのような災厄であるのかについては伝えられていない。口伝として現在も真相を知る者がいるという。
その正体は、世界を守ろうとエアルを過剰に摂取して暴走の果てに変異した始祖の隷長たちの成れの果て。
宙の戒典（デインノモス）
10年前の人魔戦争の最中に失われたとされる、皇帝継承の証となるもの。前皇帝在位中に紛失したために次代の皇帝即位の儀式が行えず、戦争終結後も皇帝は空位のままである。デュークが持つ剣がそれであり、古代ゲライオス文明の末期に始祖の隷長と古代人が共同で作り出した究極の魔導器。リゾマータの公式が搭載された唯一の物で、エアルに直接干渉する力を持っている。ザウデやタルカロンなどの危険な魔導器を封じる鍵でもあり、それ故に帝国の管理下に置かれていた。その重要さゆえ、各勢力が入手を企図し、いくつかの模造品が作成されている。
ザウデ不落宮
かつて星喰みを打ち破ったと云われる究極の魔導器。その記録から、ザウデを巨大な兵装魔導器と考えたアレクセイが、世界を支配するために利用しようとしていた。復活には起動キーである宙の戒典が必要だが、本物をデュークに持ち去られ、複製にも失敗したアレクセイは、聖核とエステルの力を代用することで復活を成功させた。
その正体は古の満月の子たちの命を動力にした巨大な結界魔導器。テルカ・リュミレースを結界で包み、星喰みを封印していたに過ぎなかった。後にアレクセイがシステムを起動してしまったことで結界は崩壊し、星喰みの帰還という事態を招く。
PS3版では、その地下部分に「望鏡の墓所」という空間があり、ザウデの動力として命を差し出した満月の子たちの遺体が壁面に収められている。また、下層部には千年前の戦いで始祖の隷長との和解を拒んだ満月の子が幽閉されている「十六夜の庭」、最下層には封印された古の始祖の隷長の盟主、スパイラルドラコの骸がある。
凛々の明星（りりのあけぼし）
別名「ブレイブヴェスペリア」。夜空で最も強い光を放つ星で、ユーリたちのギルド名の由来となった。古い伝承によれば、災厄と戦って世界を救った兄妹の兄が、戦いの後に星となって空から世界を見守っているとされ、世間では夜空の一番星として親しまれている。
その正体は星喰みから世界を護るために満月の子が打ち上げた人工衛星であり、超巨大結界魔導器の制御衛星としてザウデ地上部分と対を成している。
本項では、こちらを「凛々の明星」と括弧付きで、ギルドを括弧なしで表記する。
満月の子（まんげつのこ）
古い伝承に伝わる女神。「凛々の明星」の妹であり、世界を災厄から救った後は地上に残り、大地を見守っていると伝えられている。
実際は、エアルを力に変えることで、魔導器がなくとも術を使えた古代の指導者たちの総称。魔導器以上の効率でエアルを力に変換することができるが、過剰にエアルを消費するため世界のエアルを乱しやすく、始祖の隷長たちに「世界の毒」と疎まれていた。人間の過ちで世界に災厄が降りかかった時、満月の子たちは指導者として世界に償うため、災厄を封じる「ザウデ不落宮」の原動力として自ら犠牲となって散った。「凛々の明星」と対をなすザウデ不落宮を指す名称でもあり、こちらは特に「真の満月の子」と呼ばれる。
皇帝家は僅かに残った「満月の子」の末裔であり、代々の皇帝は微々たるものだが能力を受け継いでいる。しかしエステルは隔世遺伝的に、原初の「満月の子」と遜色ないほどの力を持って生まれ、その力は歴代の皇族の中でも飛び抜けている。なお、PS3版に登場する「十六夜の庭」の住民は、皇帝家よりも「満月の子」の血筋を色濃く残しており、顔立ちや髪の色がエステルに似ている。

## 登場人物

### 凛々の明星（ブレイブヴェスペリア）
カロルがユーリと共に結成したギルド。「義をもって事を成せ、不義には罰を」「一人はギルドのために、ギルドは一人のために」を信条とする。カロルは「勇気凛々胸いっぱい団」と命名するもエステルが抗議し、空に輝く一番星「凛々の明星」からとった。他のギルドと異なり掟らしい掟はなく、信条も活動理念といった方が正しい。メンバーは首領であるカロル、ユーリ、ラピード、ジュディス。小説『銀の明星』ではニックという人物も加入する。メンバーは個々が独自の目的を持って旅をしているが、有事には団結し強い結束を見せる。
ユーリ・ローウェル (Yuri Lowell)
声 - 鳥海浩輔 / 幼年時代 - 三瓶由布子（ボイノベ）
21歳→22歳 / 身長180cm / クラス：元騎士 / 武器：剣・斧 / サブ：ナックル / 武醒魔導器：腕輪
本作の主人公。帝都の下町で育った青年。父親はおらず、母親は自身が生まれてすぐに亡くなった。かつて帝国を是正するために騎士団の門を叩いたが、腐敗・硬直した実情を目の当たりにして失望したことから退団。その後は下町で用心棒の真似事をしていた。
下町の水道魔導器の魔核を奪った盗人を追うさなかに、貴族の屋敷に侵入したことで騎士に捕らわれる。レイヴンの助けで脱獄した時に城でエステリーゼと出会い、魔核を取り戻すついでに彼女の願いを叶えるため、結界の外へと旅立つ。
逆境のなかにあっても常に余裕を失わない大胆不敵な性格。皮肉屋だが人情に溢れ、誰かを犠牲にする大義を厭い、目の前で苦しむ者たちを救うことを良しとする。私欲のために弱者を虐げる者を憎み、法で裁くことのできない相手には暗殺をも辞さないという、覚悟とも危うさとも言える強い正義感を持つ。ドンの最期ではギルドの掟を破ったけじめとして切腹するドンの介錯を請け負った。
剣をジャグリングするような型破りの我流剣術で戦う。騎士団由来の技も習得しているが自分なりにアレンジしているため、フレンに難色を示されている。本人曰く勉強は苦手であるため、魔法は使えない。一方で多彩な技を習得するほか、ヒット数が一定以上になると自動的にオーバーリミッツ状態になるスキルによってパーティ随一のラッシュ力を誇る。右手で刀を持つイラストが存在するが、左利きである。
左手にはめている武醒魔導器は騎士団から拝借してきたもの。劇場版ではナイレンの形見ということになっている。
また「エステリーゼ」を「エステル」、ジュディスを「呼びにくい」という理由で「ジュディ」と呼ぶなど、仲間の名前を略す傾向がある。これは人名のみならず術技にも及び、「爪竜連牙斬」を「爪竜連牙！」とするように略すことが少なくない。
なお、ラピードの言葉がわかるらしく、ラピードが因縁のある相手と出会うサブイベントでは翻訳を務める（それだけでなく、同時に体を張った演技も行ったりもする）。
スキットでは、純粋なエステルやカロルをからかったり、フレンとワカメの話題で盛り上がったりする。また、甘党であり、レイヴンがクレープをマスターした際にはひたすら無言で食べていた。
エステルからは淡い恋心のようなものを抱かれているが、ユーリは彼女を庇護対象として妹のように思っており、気づいた上ではぐらかしている。
第4回人気投票から第6回人気投票においては三連覇で第1位を獲得しており、2013年ではリオンと共に殿堂入りを果たした。
エステル / エステリーゼ・シデス・ヒュラッセイン (Estelle / Estellise Sidos Heurassein)
声 - 中原麻衣
18歳 / 身長165cm / クラス：貴婦人 / 武器：剣・杖 / サブ：盾 / 武醒魔導器：腕輪
本作のヒロイン。先帝の遠縁にあたる姫君で、評議会が擁立した次期皇帝候補。「です?」「ます?」という疑問符が口癖。ユーリから最初「エステル」と呼ばれたことに当初、違和感を覚えていたが、やがて周囲に呼ばせるほど気に入り始め、愛称としても定着していく。
友人のフレンに迫る危機を知り、それをフレンに伝えるために城からの脱走を決意。城で騎士に追われていた中でユーリと出会い、共に帝都を飛び出す。
気品と礼節を身につけた貴婦人。生まれてからずっと軟禁されていた世間擦れしていない箱入り娘だが、非常に博学で、目を閉じて本の記述を引用する癖がある。当初は身分を明かしておらず、ただの貴族のお嬢様であるかのように振舞っていた（ユーリとリタには勘付かれていた）。とても献身的で、仲間のため他人のためとなると、無茶をしすぎることもある。目の前に困っている人がいると、現在の目的やすべきことも忘れて助けようとするため、その様をユーリたちからは「ほっとけない病」と称されている。一度決めたら意志を曲げない強い心の持ち主でもある。
隔世遺伝的に強い力が発現した満月の子であり、魔導器なしに治癒術を扱える特異体質。それを誤魔化すために武醒魔導器を身につけてはいるものの、ユーリやリタからはすぐに見破られた。その能力故に始祖の隷長に憎まれ「世界の毒」と呼ばれている。その力に目をつけたアレクセイに利用され、仲間を傷つける己の力を疎んで一度は自身の殺害を仲間に懇願するほどに追い詰められた。だが、仲間たちの言葉と信頼に救われ、人として精一杯生き抜くことを決意し強く成長していく。
ラピードなどの動物が好きだが、なぜか好かれない。また、箱入り娘ゆえに純粋であり、ユーリらの冗談を真に受けることがしばしばある。
回復・補助魔法を多く習得する他、高い防御力と師匠仕込みの剣術で接近戦も可能とするオールラウンダー。
フレン・シーフォ (Flynn Scifo)
声 - 宮野真守 / 幼年時代 - 高本めぐみ（ボイノベ）
21歳 / 身長180cm / クラス：帝国騎士 / 武器：剣 / サブ：盾 / 武醒魔導器：鎧
ユーリの幼なじみにして無二の親友。平民出身ながら出世を続ける新進気鋭の騎士。
21歳にして帝国騎士団小隊長、のちに隊長にまで上り詰める傑物。帝国を内部から是正するための揺るぎない意思を持ち、その信念と平民出身という身の上を評議会に疎まれている、ユーリと同じく良くも悪くも有名人。
謹厳実直を絵に描いたような性格で、何事もそつなくこなす才覚の持ち主。驕らず腐らず、何者にも真摯に接するために民からの信頼は厚い。アウトローなユーリとは度々反目しながらも、お互いに足りないところを補いあっている。その真っ直ぐさが災いして、少しずつ歪んでいく騎士団の中にあって騎士としての役割と己の信念の間で板挟みになっていく。物語中盤では、ユーリの叱咤で己の覚悟を決め、アレクセイの謀叛によって混乱していく帝国をまとめた。最終的にその功績を認められ騎士団長代理に任命された。
幼少期からのユーリとの関わりおよび信頼関係、騎士団に入る経緯などの点で、ゲームと劇場版では大きな差違がある。
Xbox 360版では終盤に一度限りのスポット参戦だったが、PS3版ではストーリー中に何度か参戦した後、終盤にてアレクセイ討伐の任をヨーデルから受け本格的にパーティに参入する。機動力は低いが高い防御力を誇り、回復と攻撃の魔法、仲間を支援するスキルなどを覚えるオールラウンダー。「魔神剣」「虎牙破斬」「散沙雨」など、過去シリーズ主人公たちと同じ技を扱う。
絶望的なほどの味音痴で、料理をレシピ通りに作れば誰もが絶賛する出来になるにもかかわらず、独特なアレンジを加えてしまうため、到底食べられたものではなくなってしまうことが多い。料理の成功率は最も低いが、成功した場合は回復効果が2倍になる。
ラピード (Repede)
声 - 石井真
4歳半 / 身長170cm（尾含む） / クラス：戦闘犬 / 武器：短剣 / サブ：首輪 / 武醒魔導器：尻尾の飾り
隻眼の犬。性別はオス。いつもユーリの傍に影のように付き従う良き相棒。くわえているキセルと武醒魔導器は前の主人の形見（キセルは劇場版ではナイレンの形見）。
現在の飼い主であるユーリとフレン以外には懐かないが、旅をするにつれ仲間たちにも懐きはじめる。ただし、ラピードと仲良くなろうと積極的に接してくるエステルにはそっけない態度を示す一方で、犬が苦手なリタにはからかうような態度を取る。それでいて人間に媚びるような真似はしない、渋味と貫禄の持ち主である。軍用犬を親に持つサラブレッド（ゲームでは母、劇場版では父が軍用犬という設定）。水が苦手であるが、ザウデ不落宮ではパーティートップを変更することで泳げる(PS3版のみ)。
戦闘時は口にくわえた短剣を振るって戦い、人間にも劣らぬ戦闘力を発揮する。高い機動力とアイテムスキルで仲間を支援しながら戦うことができる。
料理させることもできるが、彼が料理を担当すると、レシピはどうあれ必ず「犬ごはん」（他キャラクターの失敗料理と同じ回復量）になってしまう。
犬なので喋らないが、サブイベントではユーリが彼の言葉の通訳を務める。あくまで犬なので人語は読めず話せないが、人の会話や奥義書の読み聞かせはきちんと理解している。また、パーティートップにしていると、便宜上人語が表示される場合があり、ラピードがパーティートップになるアイテムは他の8人とは異なる（パーティートップにできるのはPS3版のみ）。
「魔神剣」「瞬迅剣」などシリーズ恒例の技を扱うが、「剣」の部分が「犬」と表記されている。称号も「犬豪」など、「剣」の部分が「犬」と表記されている。
カロル・カペル (Karol Capel)
声 - 渡辺久美子
12歳 / 身長135cm / クラス：少年戦士 / 武器：剣・斧・ハンマー / サブ：鞄 / 武醒魔導器：鞄のバックル
数々のギルドを転々としている少年。武醒魔導器が埋め込まれた大きな鞄をいつも肩から下げている。リタからはよく「ガキんちょ」と呼ばれる。自分の働きを認めてもらうために無茶をしていたところにユーリたちと出会う。最初は魔狩りの剣に属していたがクビにされ、のちにユーリと共に凛々の明星を作り上げ首領になる。
明朗快活な性格だが、根が臆病なうえに子供じみた虚栄心が強く、背伸びが祟ってトラブルに巻き込まれることも多い。その性根のせいで一つのギルドに長く留まることができず、幼なじみのナンに誘われた魔狩りの剣もすぐに解雇されてしまう。非常に手先が器用で、錠前破りなど様々な技能を身につけている他、街や地理についての知識が豊富で、行く先々でユーリたちの案内役になる（そのためユーリからはときおり揶揄的に「先生」と呼ばれることがある）。中盤では、仲間が魔物に食べられそうになった際に勇気を奮って助けるといった精神的成長を見せる。
尊敬するドン・ホワイトホースや仲間たちとの関わりを続けるうちに、周囲も認める強い男に成長していく。苦手なものは虫とオバケ。リタからは何かある度によく叩かれている。ネーミングセンスが皆無で、凛々の明星も一度は「勇気凛々胸いっぱい団」と名付けた。精霊誕生の際も独特な名前を付けようとしたが、命名しようとする度にリタに制止されている。
身長より巨大なハンマーや大剣を振り回して豪快に戦う。チャージスキルやクリティカルを出しやすくなるスキルによってパーティ最大の単発爆発力を発揮する。
レイヴンともども、リタにはしょっちゅう殴られる。
期間限定配信の有料ダウンロード衣装でカロルが『ケロロ軍曹』のケロロのなりきり衣装を着ることも可能（この時の戦闘時台詞はケロロのそれとなる）な他、パティと同じパーティで戦闘参加フォーメーションとするといくつかのメタ発言が聞ける（後述の通り、メタ発言はパティがする）。
なお同会社の製作した『ケロロRPG 騎士と武者と伝説の海賊』の予約特典ファイルには声優ネタでカロル役の渡辺が演じるケロロ軍曹と共演している。また、占い師にメタなネタでいじられる。
リタ・モルディオ (Rita Mordio)
声 - 森永理科
15歳 / 身長150cm / クラス：魔導士（魔導器研究者） / 武器：帯・チェーン / サブ：本 / 武醒魔導器：チョーカー
アスピオに住む帝国所属の魔導師。魔導器研究にその人ありと謳われる天才少女。研究者としては右にでる者がいないほど優秀だが、偏屈で人嫌いで魔導器に偏執している変人としても有名。現実主義者の皮肉屋で「バカっぽい」が口癖。
オバケと高い場所が大の苦手だが、オバケは「非科学嫌い」ゆえと否定している。猫好きで、どうも猫の言葉が理解できるらしく、ユーリ、レイヴン同様にラピードのイベントで通訳を務めたりもする。
水道魔導器の魔核を盗んだ犯人を追いかけてきたユーリたちと出会うが、リタの知名度を利用した濡れ衣であることを証明するため、そしてエステルの特異体質に興味を持ったため同行を申し出る。最初は魔導器以外を信用しておらず、ユーリたちも利用することしか考えていなかったが、エステルの優しさに触れ、段々と仲間たちとの絆に目覚めていく。なかなか素直に本音を口に出せない性格。しかし孤独だった半生の反動か、人一倍仲間思いで不器用なりにさりげなくフォローしたり、ジュディスやレイヴンの裏切りの際には誰よりも激情を露にしたりした。特にエステルに対しては危うげながらも誰かを助けようとする彼女のことを非常に気遣っている。
本人は気づいていないがヘルメスの娘であり、ジュディスの異母妹である。闇属性の術が得意なのは物心付く前に父親が使っていた光景を見ていたため。
帯や鞭、蛇腹剣を装備して、踊るように魔法陣を描く攻撃魔術師。広範囲に大火力の攻撃が可能で、オーバーリミッツ時の火力は随一だが、打たれ弱いため接近戦は不向き。
彼女は凛々の明星には加入していないが、他のギルドの人々からはギルドの一員として数えられているようである。スキットでは、凛々の明星のことを、カロルが大ボケ、ジュディスが小ボケ、ユーリがツッコミの「お笑いグループ」と称したことがある。
レイヴン (Raven)
声 - 竹本英史
35歳 / 身長170cm / クラス：風来坊 / 武器：弓（軽量弓・重量弓） / サブ：小刀
神出鬼没の風来坊。一人称・他称ともに「おっさん」。獄中のユーリの脱獄に手を貸してから、しばしば一行の前に現れる。しかし二転三転する言動で何度もユーリたちを振り回して来たため、仲間たちからも胡散臭がられている。砂漠などの暑いところは得意だが、寒いのはかなり苦手。
ギルド・天を射る矢（アルトスク）の幹部で、騎士団との交渉役をはじめ様々な役割を負って各地を飛び回っている。飄々な性格とふざけた言動でしばしば周囲を翻弄するが、大げさですべてが演技であるかのように振る舞っている。だが、本性では冷酷かつシビアな価値観を持ち、その腹の内を誰にも読ませない。
レイヴンという名は天を射る矢幹部としての仮の顔に過ぎず、もう一つの顔は帝国騎士団の首席シュヴァーン・オルトレイン本人。
もう一つの顔である帝国騎士のシュヴァーンとして、アレクセイの命令でギルドユニオンに潜伏し諜報、ひいてはドン抹殺のために暗躍していた。レイヴンという名の名付け親はドンで、名前の由来はかつて孫が飼っていた鼠。人魔戦争において仲間と故郷を失い、さらに彼自身も心臓を貫かれて一度死亡した。その後アレクセイによって心臓魔導器を埋め込まれて蘇生するが、一度は息絶えたこと、大切なもの全てを失った喪失感から自分を生きる屍のように考えるようになり、命令を与えられるまま人形のように生きていた。そのため、段々と歪んでいくアレクセイを止めることなくユーリたちの前に立ちふさがるが、ユーリたちやドンとの関わりで自分を取り戻し、自らの行いにけじめをつけることとなる。
変形弓を操り、近距離と遠距離、さらには攻撃・補助の術も扱える。敵（シュヴァーン）として登場するときは剣術と攻撃術を使用する。術の詠唱が適当だが、シュヴァーンの時は真面目な詠唱になる。
また、ラピードのサブイベントではユーリ同様に他の犬の言葉の通訳・演技を行う。
外伝小説『虚空の仮面』では「シュヴァーン」と「レイヴン」はそれぞれ帝国とギルドにおける仮の顔に過ぎず、正体は亡都ファリハイドの放蕩貴族ダミュロン・アトマイスであること、キャナリ小隊に在籍して人魔戦争に臨んだという過去が詳細に描かれている。
ジュディス (Judith)
声 - 久川綾
19歳 / 身長175cm / クラス：槍使い / 武器：槍・棍 / サブ：靴 / 武醒魔導器：なし
クリティア族の放浪者（メルグ）。ミステリアスな雰囲気を漂わせる美女。
クリティア族らしからぬ活動的かつ好戦的な性格である一方で、ふらりとどこかへ行ってしまったり、相談事もなく突拍子のないことをしでかしたりするクリティア族らしいマイペースな面もある。スタイル抜群かつ露出の多い服装をしている。色仕掛けの際にはノリノリで行うなど、自身の美貌に自信を持っている。よくレイヴンからラブコールを受けているが、まったく相手にしていない。暑いのは人並みに苦手だが、露出の多い割には寒いのには強い。また、その体からは想像できないほどに大きな声を出せる。
10年前に起きた人魔戦争の犠牲者で、戦争の発端となった天才魔導士ヘルメスの娘。戦場となった故郷のテムザで魔物に襲われ死にかけたが、バウルによって救われ、空中都市ミョルゾの同胞に引き取られた。その後は地上に戻り、父の過ちであるヘルメス式魔導器を破壊することを己の使命としている。
その正体はバウルとともに各地を放浪し、行く先々で魔導器を破壊する通称「竜使い」。ヘルメス式魔導器の破壊のみを目的として生きており、最初はユーリ以外に正体を伏せて彼らと行き合い、凛々の明星へ加入する。だがヘルメス式魔導器の暴走を目の前にしたとき、素顔のまま魔導器を破壊したことで正体が露見。一旦は離別するものの、信頼を裏切った自分を助けに来た仲間たちへの信頼に胸打たれ、彼らに歩み寄って道を共にし、新たな人生を選択することを決意した。
本編中では詳しくは描かれていないが、実はリタの異母姉であり、ジュディス本人もまた旅の途中でそのことに気付くフシを見せている。クリティア族特有のナギーグ器官によって、武醒魔導器なしで戦闘することが可能。
空中での行動を拡張するスキルを数多く覚える、エアリアルコンボを主軸に戦うキャラクター。その能力は一対一で真価を発揮する。
パティ・フルール (Patty Fleur)
声 - 斎藤千和
14歳（外見上） / 身長132cm / クラス：冒険家 / 武器：ナイフ / サブ：銃 / 武醒魔導器：望遠鏡
PS3版で加わる新キャラクター。大きな海賊帽を被った少女。アイフリードの孫を僭称する。「つらくても泣かない」を信条とし、天真爛漫で掴みどころがなく、冒険心に溢れる。奔放なようでいて他人の心の機微には敏感で、時折少女らしからぬ含蓄ある一面をのぞかせることも。また非常に面食いで、ユーリに一目惚れしてからは、執拗と言えるほど積極的にアタックしている。喩えに海の動植物を持ち出すのが癖。
幼い頃の記憶がなく、記憶を失った状態でカプワ・トリムを放浪していたところを、灯台守の夫婦に保護されて育てられた。唯一覚えていたのは自身を「パティ」と呼ぶサイファーのことだけであった。彼を祖父アイフリードと思い込み、過去を取り戻すために彼を探すようになる。「フルール」は育ての親の灯台守の夫婦の姓。
失った記憶の真実によれば、その正体は伝説の大海賊アイフリード本人である。ブラックホープ号事件の渦中に致命傷を負い、乗員が次々と魔物に変えられていく中、自分の副官であるサイファーによって、救命のためにエアルの結晶「霊薬アムリタ」を与えられた。結果として命は助かったものの、副作用で肉体が若返り記憶を失ってしまった。サイファーの墓前ですべてを思い出し、未だに苦しみ続けているかつての同胞と決着をつけることを決めた。
リタを「リタ姐」、ジュディスを「ジュディ姐」と呼ぶ。
トクナガに代わる操船技師としてフィエルティア号の操舵を請け負う。戦闘では、平均的な性能の「ノーマルフォーム」、近接戦闘に特化した「アドバンスフォーム」、遠距離戦を得意とする「ブレイネルフォーム」、全てにおいて優れた「クリティカルフォーム」と、4種類のフォームを切り替えて戦う。フォームを変えることで特技の性能が変化したり、ギャンブル要素が強い術・技や固有スキルを習得したりするトリッキーなキャラクター。また、レイヴンと同じく術の詠唱が適当。
先述のケロロ軍曹のダウンロード衣装を着たカロルと共に戦闘終了を迎えると、パティが『ケロロ軍曹』の日向夏美の決め台詞（圧勝時）やその他の台詞（辛勝時など）を言うことがある。

### 帝国

#### 皇族
ヨーデル・アルギロス・ヒュラッセイン
声 - 緒方恵美
騎士団に推挙されている次期皇帝候補。先帝クルノスの甥子。
穏やかでお人好しな青年といった振る舞い（ユーリ曰く『天然陛下』）だが、聡明で政治手腕も確かな辣腕家。エステリーゼを推挙する評議会のラゴウに拉致されてしまっているが、フレンとユーリによって救出される。常識と信義を持ち合わせた傑物で、度々ユーリたちの手助けをしてくれる。
物語中盤、帝都ザーフィアスがアレクセイの手によって人の住めない状態になるものの、奪還されて本来あるべき姿に戻った後に、評議会の意向を受けて正式に皇帝として即位する。
クルノス14世 / ゼーノス・グリュノス・ヒュラッセイン
帝国先帝で、本名は「ゼーノス・グリュノス・ヒュラッセイン」。人魔戦争後、宙の戒典を奪われた後に病により崩御。以後、皇位は長らく空席の状態が続いていた。
レギン・ジェミナイ・ヒュラッセイン
クルノス14世の弟。「冒険王」として名が知れており、彼が率いていた遊撃団の活躍はいまも伝わっている。ギルドモンスター討伐中に戦死した。

#### 評議会
ラゴウ
声 - 田口昂
反騎士団派の帝国評議員。傲慢で野心深く、平民を見下し切っている貴族の悪しき部分を切り抜いたような男。
自らが執政官として統治するカプワ・ノールで天候を自在に操る魔導器を用いて嵐を起こし、船の入出港ができない状況を意図的に作る、住民たちに魔物狩りを命がけでさせ満身創痍の姿になる様を見てほくそ笑む、さらには税金を納められない者を執政官邸の地下室に放り込み、放し飼いにされている魔物たちの（事実上）餌にする、などの圧政を敷いていた。
バルボスと結託し、自らが支配者にならんと暗躍するも、その悪事が露見し、騎士団に捕らえられる。しかし、評議会の権力を利用して自らの罪をほぼ0にまで減刑させる。その夜、罪を逃れたことを知り、フレンから事情を聞いてその悪逆に激しつつカプワ・ノールの人々がさらに圧政に苦しむことを良しとしないユーリによって暗殺され、川に沈められてしまう。後にヘリオードで死体が見つかった。

#### 騎士団
アレクセイ・ディノイア
声 - 小杉十郎太
帝国騎士団の長。人格、実力、見識ともに秀でた騎士の鑑。その高いカリスマ性に心酔する者も少なくない。
評議員に名を連ねていた没落貴族・ディノイア家の出身で、先祖とは違い騎士団の門を叩く。御前試合で優勝して騎士団に推挙されるなど、若い頃から傑出した能力を持っていた。元々の彼は、野心と陰謀の渦巻く帝国を憂慮し是正せんとする高潔な意思の持ち主だったが、人魔戦争の悲劇とその後に続く評議会との政治闘争によって多くの心ある部下や努力の成果を失ったことで絶望、それからは他者を犠牲にすることを厭わず、帝国へ変革をもたらすという名目で自らの覇道を進まんとする悪漢へと変貌してしまった。自らの配下のみならず、敵対関係にある者すらもその権謀術数で利用し、水面下で野望実現のための活動を続けていた。ラゴウやバルボス、キュモールなどの悪行は彼が裏で糸を引いていたため、多くの事件の黒幕である。
エステルを利用して究極の魔導器・ザウデ不落宮を掌握することで世界を支配し、自身なりに正しく導こうとしていたが、ザウデ不落宮の正体を履き違えたままこれの動作に干渉した結果、逆に世界を危機に陥れてしまう。錯乱して高笑いしていたところをユーリに斬られて致命傷を負った後、自分が今まで正しいと信じてきたことが大きな過ちであったことに対しての絶望など、様々な感情が入り混じった涙を流し、ザウデ不落宮の崩壊に巻き込まれて死亡した。
『テイルズ オブ ザ レイズ』ではプレイアブルキャラクターになっている。
アレクサンダー・フォン・キュモール
声 - 野島健児
キュモール隊を率いる青年。奇抜な格好をしたナルシストで、非常にヒステリックな性格。ミムラという性格のよく似た姉がいる。元騎士団ということでユーリのことは知っており、平民であることから見下していた。
名門貴族出身で気位だけが高く、家名だけで出世したため剣術も指揮能力もドがつく素人。騎士団長になろうという分不相応な野心と、その選民意識をアレクセイにそそのかされ暴走。立場に護られたままマンタイクで非道を働いた。フェロー討伐の名目で砂漠に町の住民を置き去りにしていたためにユーリの怒りを買ってしまう。夜間に騎士団の詰所で就寝中、ユーリに襲撃され、外に逃げ出す。自身を見逃した後の見返りを提案するも一蹴され、追い詰められた末に足を滑らせて流砂に落下する。ユーリに助けを求めるも見殺しにされ、己の非道が自身に帰ってくる結果となった。公式には行方不明として処理された。
シュヴァーン・オルトレイン
声 - 竹本英史
平民を主体に結成されているシュヴァーン隊を率いる男。その正体は、レイヴンのもう一つの顔。普段のレイヴンのふざけた態度とは違い、常に冷静沈着で気品のある喋り方をするなど、レイヴンとは思えないほどの別人振りを見せる。
隊長たちを束ねる隊長首席、すなわち騎士団のナンバー2だが、これはアレクセイがシュヴァーンを己の手駒として都合良く使う目的で、彼のためだけに設けた地位である。
人魔戦争を生き延びた数少ない騎士であり、平民の身分でありながら高い能力を持つ「平民英雄」として名高い。騎士団長の右腕として極秘任務についているため、隊の指導は行き届いておらず、人前に出ないためか詳しい素性は知られておらず、噂だけが一人歩きしている。
これらの美談はもともと生きる意志を失ったダミュロン（＝レイヴン）にアレクセイが与えた偽りの経歴に過ぎないが、実際に彼に出会った者の中には噂に惑わされず、彼を尊敬している騎士たちも少なくはない。
あるイベントにてパーティを裏切ってエステルを誘拐し、アレクセイに献上。バクティオン地下にて正体を現してユーリたちと戦う。敗北し、アレクセイによってユーリたち諸共生き埋めにされかけるが、ユーリたちの脱出の手助けを行い、自身は瓦礫の中に消えていった。そこで人生の幕を下ろすつもりであったが、部下のルブランによって救出される。
闘技場では条件を満たすことで彼と戦うことができるが、どうもシュヴァーンを演じきれていない。
ソディア
声 - 長沢美樹
フレン隊の副官。貴族出身の女騎士。猫のような釣り目と左目の泣き黒子が特徴。
騎士として己の理想と信念を貫くフレンを深く敬愛し、心を寄せている。そのため、いつも彼の隣に立つユーリに非常に強い嫉妬と敵愾心を抱いている。後にザウデ不落宮にて、フレンがユーリを庇ってアレクセイの一撃を受けたことで、ユーリに対する負の感情が噴出し、隙を見せたユーリの腹を刺したことで、結果としてユーリはザウデ不落宮から転落してしまう。それがきっかけで自らの行いに後悔するようになり、オルニオンでのユーリとの会話により和解する。
ウィチル
声 - 大本眞基子
フレン隊に協力しているアスピオの優秀な少年魔導士。頭の天辺からアホ毛が飛び出していることからユーリに「リンゴ頭」と呼ばれる。
リタを一方的にライバル視している。ソディアよりは良識的で柔軟性があり、ユーリたちに対しても特にわだかまりなく接する。
クローム
声 - 新井里美
騎士団長アレクセイの副官（秘書）であるクリティア族の女性。「帝国騎士団特別諮問官」の肩書を持ち、常に神秘的な雰囲気を漂わせている。
正体は四足歩行の猛禽類の姿をした始祖の隷長で、先の盟主であったエルシフルの娘。友人であるデュークの頼みからクリティア族の姿で騎士団に所属し、アレクセイの行動を監視する一方で、始祖の隷長としての役割も果たしていた。同じように人間社会の中で暮らすベリウスと違い人間を信用していないが、デュークに対しては淡い想いを抱いており、彼が彼の同族である人間に仇を成す姿を見たくはないと思っていた。後にユーリたちにデュークの行動を阻止できる希望を見いだして、自らの命を賭けて彼らの力を試した後に聖核となり、風の精霊シルフへと転生する。
ルブラン
声 - 広瀬正志
騎士団のシュヴァーン隊に所属する小隊長。シュヴァーンを尊敬する年配の騎士。
能力は決して優秀とは言えないが義に篤く、謹厳実直な騎士らしい性格。破天荒なユーリを毎回追いかける傍ら、彼の能力や人柄も内心は評価しており、騎士団に勧誘する場面もある。声が大きく騒がしい。
かつて一度だけシュヴァーン自らに剣の指導を受けたことがあり、その教えを元にして術技を完成させ、さらにそれを部下にも伝えた。その力は後に、遺跡の地下で生き埋めとなったレイヴン（シュヴァーン）を救うことになる。
アデコール、ボッコス
声 - 難波圭一（アデコール）、桜井敏治（ボッコス）
ルブラン小隊に所属し、ユーリを追いかけまわす下っ端騎士。長身痩躯で剣を操るアデコールと短身肥満で槍を操るボッコスで「デコとボコ」と仇名されている。ふたりともルブラン同様能力は低いうえにドジだが真面目である。
アデコールは「〜であ〜る」、ボッコスは「〜なのだ」が口癖。
ドレイク・ドロップワート
「尽忠報国の騎士」と呼ばれる忠勇の士。エステルに剣を教えた師匠でもある。
現在は退役し、騎士団の顧問役を務めている。たとえ目上の者であっても間違っていると思えば遠慮なく口にし、自他に甘えを許さない厳格な性格。一線を退いてなお多くの尊敬を集めている豪の者。
アシェット
ユーリとフレンの同期。シュヴァーン隊所属でカプワノールの宿屋の息子。かつてはユーリとともにやんちゃをしていたらしく、フレンと違ってあまり昇進はしていない様子である。
キャナリ
声 - 遠藤綾（ドラマCD『虚空の仮面』）
サブイベントにおいて名前だけが登場。イエガーの恋人で、レイヴン（ダミュロン）の上司にして想い人でもある。
平民と貴族の混成部隊を率いていた小隊長。本来は貴族出身だが、騎士として生きるために実家と袂を別ち、家宝の変形弓を手に成り上がっていった。「本当の騎士」を志す高潔な人格は人々を惹きつけ、理想の実現を期待させるものだったが、人魔戦争末期、始祖の隷長との戦いでレイヴンの目の前で力尽きた。
生真面目で特別扱いされることを嫌い、花、とりわけ「キルタンサス」を好む。想い人の話をされると顔を赤らめたりする女らしい一面も。家宝の「ディヴァインキャノン」はサブイベントの中でレイヴンが受け継ぐこととなる。

### ギルド
ギルドは基本的に個々に活動しているが、ギルド界をまとめる五大ギルド・「天を射る矢（アルトスク）」・「幸福の市場（ギルド・ド・マルシェ）」・「紅の絆傭兵団（ブラッドアライアンス）」・「遺構の門（ルーインズゲート）」・「魂の鉄槌（スミス・ザ・ソウル）」を中心とした「ユニオン」というギルドの連合組合があり、ダングレストに本拠を構える。かつてダングレストが騎士団に制圧された時、ドンが唱えた「ユニオン誓約」をもとに団結し、ダングレストの奪還を成功させたのがユニオンの発端となった。
全てのギルドがユニオンに加盟しているわけではないが、ユニオンの意向を無視できるギルドはないことからも、その影響力が絶大なものであることがうかがえる。
天を射る矢（アルトスク）
ダングレスト防衛を主任務とし、五大ギルドの中核に位置する最大規模のギルド。
ドン・ホワイトホース
声 - 加藤治
ギルドユニオンの頭目にして天を射る矢の首領（ドン）である老人。屈強な体に化物じみた戦闘力、そして剛毅な精神と高い見識を兼ね備えたカリスマ。レイヴンの目的を知りながらも幹部として重用するなど懐が深く、大規模ギルドの首領にすら尊敬される偉大な男。だがその偉大さに依存するものばかりで、後釜が育たないことに頭を悩めていた。
イエガー、ひいてはアレクセイにそそのかされた孫によって戦士の殿堂とユニオンの間に不義が起こったけじめとして切腹。帝国法に縛られず、自らに課した掟に殉じる潔さと信念の強さによるその散り様はユーリとカロル、そしてレイヴンに大きな影響を与えた。
PS3版の本編で戦闘する場面が追加された。技の種類こそ少ないもののパラメータが終盤のボスと遜色なく、かつユーリ一人で挑むため、一周目のプレイで撃破するのは至難の業（勝敗は話の進行に影響しない）である。
ハリー
声 - 小野大輔 / 幼少期 - 遠藤綾（ドラマCD）
ドンの孫(娘夫婦の子)。天を射る矢に所属しているものの、偉大な祖父の存在と周囲の期待にプレッシャーを感じている。

魔狩りの剣（マガリのツルギ）
魔物によって大切なものを奪われた者が多く集うギルド。全ての魔物を悪とし、狩ることを信念とする武闘派集団で、その知名度は五大ギルドにも匹敵する。相手が魔物であれば始祖の隷長であろうと容赦せず、ユーリたち凛々の明星とは敵対関係にある。団員は魔物のような被り物をつけている。
クリント
声 - 高田裕司
魔狩りの剣の首領を務める寡黙な巨漢。大剣を使う凄腕の剣士で、力だけでなく技術も兼ね備える。魔物であれば相手が何であろうと「悪」として狩ろうとする傾向がある。始祖の隷長の存在意義を知りながら、10年前の人魔戦争で始祖の隷長に家族を殺されたため、彼らを憎み付け狙っている。武人としては礼儀正しく、無愛想ながら気の利く一面も見せる。また魔物、人間を問わず、強い者との戦闘を純粋に楽しむ一面も持っている。「一撃必殺」を信条とするフェイタルストライクの名人。PS3版ではサブイベントと闘技場で戦えるが、容赦なくフェイタルストライクを狙って来るため、立ち回り方を間違えるとあっという間に全滅する。
ティソン
声 - 蓮池龍三
俊敏な動きと両手に仕込んだ毒爪を武器とする格闘家。狂気的にテンションが高く、魔物との戦いを楽しんでいる。普段はフードを目深に被っている。弟子のナンを可愛がっており、任務の時にはいつも同行させている。
秘奥義のカットインが2つ存在し、フードが外れた方は闘技場で見られる。
ナン
声 - 千葉紗子
カロルの幼馴染の少女。幼い頃に目の前で両親を魔物に殺された過去を持つため、魔物を憎んでいる。少々辛辣な性格でカロルには特に冷たいが、何だかんだと彼のことは放ってはおけないらしい。ギルドを転々とするカロルを魔狩りの剣に誘ったのも彼女。好きなタイプは「師匠のように強い人」。フラフープ状の巨大なブーメランが武器。

幸福の市場（ギルド・ド・マルシェ）
ギルドと帝国の壁を越えて、世界各地にマーケットを展開している商業ギルド。カプワ・トリムを拠点にしている。帝国とも友好関係を築いており、帝国内を自由に回ることができる免状を発行されている代わりに、帝国法に則って商品を取り扱っている。
メアリー・カウフマン
声 - 山崎和佳奈
幸福の市場の社長（ボス）。商業に対する強い情熱を持つ女性。ギルドや帝国の枠を超えて世界各地で活動しており、時にはユーリたちの冒険を手助けする。赤毛と眼鏡がトレードマークで、ファーストネームで呼ばれることを嫌う。

紅の絆傭兵団（ブラッドアライアンス）
傭兵ギルドとして知名度・力量は確かだが、強引なやり方が問題視されている。後に、ユニオンへの造反が決定的となったため、五大ギルドから外された。
かつてはダングレストとカプワ・トリムを結ぶ都市であったカルボクラムを拠点にしていたが、バルボスがアレクセイと手を組む際にカルボクラムを譲り渡し、現在はガスファロストの塔を根城にしている。なお、カルボクラムはアレクセイの魔導器実験の影響で廃墟となり、現在では魔物の住処となっている。
バルボス
声 - 広瀬正志
紅の絆傭兵団の首領。「剛嵐のバルボス」としてドンと並び称されている戦士。
下町の水道魔導器にまつわる事件の、一応は黒幕ということになる。五大ギルドの一つを率いながら、ドンに成り代わりユニオンの頭目となることを虎視眈々と狙っていた。ラゴウと結託し、ギルドと騎士団の衝突を扇動する。ユーリに若き日のドンを重ね、不吉な言葉を投げかけた後に、自ら築いた塔の底へ身を投げた。
野心に溢れる豪胆な性格。最後に頼れるのは己の腕、というギルドの人間らしい潔さも持ち、その人柄が荒くれ揃いのギルドを纏め上げていた。

海凶の爪（リヴァイアサンのツメ）
暗殺や武器密売を行う闇のギルド。魔導器密売も行えるなど、独自の流通ルートを持っている。ユーリたちとは敵対関係にあたる。実は海賊ギルド「海竜の夢（サーペントのユメ）」から分裂して出来たギルドであり、ブラックホープ号事件を起こした海精の牙とは祖を同じくする。
イエガー
声 - 岩田光央
海凶の爪の首領。燕尾服に身を包み、英語交じりで喋る奇妙な伊達男だが、仕事には私情を一切挟まないプロフェッショナル。知略と手腕だけでなく、変形鎌を用いた戦闘も一流の腕前。
ラゴウやバルボス、キュモールの暗躍に力を貸すなど、立場上はユーリたちと敵対しており、ハリーを利用して裏からドンの死を招き寄せた。しかし、彼個人としてはドンやユーリたちのことを好ましく思っていた。また、救児院への多額の寄付などの善行も行なっていた。
彼もまたレイヴン同様に10年前は騎士団に所属していたが、人魔戦争で死亡してアレクセイに心臓魔導器を埋め込まれて蘇った。小説版ではレイヴンとは同じ隊に属していた仲だが、「レイヴン」と「イエガー」としては、互いに何となく事実に気づきながらも確認をすることはなかった。
海凶の爪の行動も全てアレクセイの野望実現のためであったが、彼自身には思うところがあったらしく、アレクセイを裏切って密かにユーリたちを助けていた。しかしそのことがアレクセイに発覚してしまい、ゴーシュとドロワットを見逃す条件としてザウデ不落宮でユーリたちと単身で戦い、彼らに敗れ死亡した。
ザウデでの戦闘で挿入される会話ボイスの中には歴代シリーズのタイトル（デスティニー、エターニア、ファンタジア、シンフォニア、アビス、リバース、レジェンディア）が含まれている。
『テイルズ オブ ザ レイズ』では、プレイヤーキャラクターになっている。
ゴーシュ、ドロワット
声 - 新井里美（ゴーシュ）、長沢美樹（ドロワット）
イエガーの忠実な側近で、可変する銃剣を操る2人の少女。ゴーシュは赤髪で真面目な口調でスレンダーな体型、ドロワットは黄緑の髪にやたらとくだけた口調でグラマラスな体型が特徴。人魔戦争で両親を亡くした孤児で、自分たちが世話になっていた救児院に多額の寄付をしていたイエガーへの恩義からギルドに参加した。イエガーからは信頼されているが、他の海凶の爪のメンバーに快く思われておらず、衝突も度々あった様子。海凶の爪のアジトには、一般構成員はゴーグル着用を義務付けられているのに対して、2人だけミニスカートが許されていることに不満を持たれていると示唆されている落書きがある。なお、2人の名はそれぞれフランス語で「左」と「右」を表し、二人が剣を持つ手もそれに対応している。
『ザ レイズ』では、プレイヤーキャラクターになっている。

戦士の殿堂（パレストラーレ）
闘技場を切り盛りする者たちで構成されたギルド。ノードポリカの自治を行っており、ユニオンには参加していない。
ベリウス
声 - くじら
戦士の殿堂の統領（ドゥーチェ）。新月の晩にしか人前に姿を現さない、謎多き人物。その正体はキツネに似た姿の始祖の隷長であり、数百年前に人の住む街としてノードポリカを造り、その統領として自身の正体を知る一部の人間を通じながら、ずっと街を統治してきた。高貴な口調で年寄りのように喋り、小説『竜使いの沈黙』では、普段は人間の老婆の姿をしていることが示されている。始祖の隷長の中では人間に対して最も友好的で、長い時を生きてきたため、多くの親しい者との別れも経験している。そのため、自身を襲撃したナッツを慈悲の念から生かした過去がある。ドン・ホワイトホースとは種族を超えた友人で、人魔戦争の時に知り合った。
聖核を求めていた海凶の爪（ひいてはアレクセイ）の企みに利用されたハリーや、彼から依頼を受けた魔狩りの剣が戦士の殿堂を訪れた際、魔狩りの剣と交戦して負傷した。その後、満月の子と始祖の隷長との事情を聞かされていないエステルの治癒術を受けて暴走し、ユーリたちに己の最期を託した。力尽きる寸前、己を責めるエステルに他者を慈しむ心を忘れないようにと言い残し、彼女の聖核・蒼穹の水玉（キュアノシエル）はユーリたちによってドンのもとに届けられた。しかし、彼女の死は結果的には天を射る矢に所属するハリーが原因であったため、その責任としてドンがケジメをつけることとなった。後に水の精霊ウンディーネへと転生する。
ナッツ
声 - 梁田清之
戦士の殿堂の総領代理。表に姿を表さないベリウスに代わり、外交を行う。眼帯をするなど厳つい姿をしているが、礼節に富んだ人物で非常に物分かりが良く、ユーリたちにも協力的である。ベリウス亡き後は、戦士の殿堂の総領としてノードポリカを守る。かつて一人旅の最中、魔物と勘違いして戦いを挑んだベリウスに返り討ちに遭ったことが、今の主との出逢いであるらしい。

遺構の門（ルーインズゲート）
遺跡発掘を生業とするギルド。人畜無害な人間が多く、「真面目にコツコツと」が売り。帝国の魔導器発掘にも協力しているが、その一方で発掘品が密かに海凶の爪に流れている。
ラーギィ
声 - 岩田光央
遺構の門の首領。温厚篤実で人畜無害な好人物で、どもった喋り方が特徴。発掘した魔導器を密かに横流ししている。
Regaey（ラーギィ）を逆に書くとYeager（イエガー）になるように、イエガーの変装した姿である。遺構の門に所属している人間はラーギィとイエガーが同一人物であることを知らされておらず、発掘品の横流しのことも知らない。
マーカム
サブイベントに登場する遺構の門のメンバー。シャイコス遺跡で発掘した魔導器に自分の名前を書いていたところをリタに見つかり、説教を食らった。愛用のスコップは「ハムファール号」で、貴重な素材で出来ている。
ヨシュア
サブイベントに登場する遺構の門のメンバー。マーカムの相棒で、常に一緒に行動している。

海精の牙（セイレーンのキバ）
PS3版に登場（Xbox 360版にも名前だけ登場している）。かつて海で活動していた大規模な海賊ギルド。ブラックホープ号の護衛を請け負った際に雇い主や乗客を虐殺し、ギルドの信頼を失墜させたことでギルドの内外から激しく憎まれている。この事件以降海精の牙は首領のアイフリードを含め行方をくらましている。
のちにブラックホープ号事件と呼ばれるこの事件の真相は、人工的な満月の子を創りだすためのアレクセイの非道な実験によるもので、船員もギルド員も高濃度のエアルにより魔物に変えられた。最後まで正気を保っていたサイファーはやむを得ずこれを虐殺。アイフリードは子供へ若返り記憶を失ったため、証人不在の事件の真相は海の底に葬られることとなった。
アイフリード
『テイルズ オブ』シリーズに様々な形で登場している海賊で、今回はストーリーにも関わる。
今作においては、海精の牙の首領である女海賊。大海賊として名を上げるも、ブラックホープ号事件で「ギルド全ての義を汚した」として憎しみの対象とされている。事件以降は行方をくらましており、既に死亡したものと思われ、その憎しみはアイフリードの孫を名乗るパティにも向けられた。
ドンやベリウスと並ぶギルド界の巨頭であり、帝国とギルドの大規模な紛争が起こった際のユニオン誓約の締結にも関わっている。ほとんど海の上にいるために女性であることを知る者は少なく、渉外役を請け負っている副官のサイファーをアイフリードと思い込む者も少なくはない。
実はパティがアイフリード本人であり、今のパティはアイフリードがサイファーから託された「霊薬アムリタ」の副作用で若返った姿である。
サイファー
声 - 辻親八（PS3版）
海精の牙の参謀。海賊然とした髭面の老人。アイフリード曰く頭も切れ、碇を模した大剣と拳銃を用いた戦闘も得意な「スーパーマン」とのこと。
ブラックホープ号事件の生き残り。事件後、段々と魔物に化しながらも、子供になったアイフリードを陸に送り届け、部下と乗員をレナンスラ岩虚に供養した後、死に場所を求めて海へ姿を消す。現在は完全に魔物と化し、アーセルム号の呪縛に囚われ、髑髏面の騎士の姿になっている。「馨しの珊瑚（マリス・ゲンマ）」という宝物を肌身離さず持っている。
パティの秘奥義「サモンフレンズ」で、若かりし頃の姿を召喚することがある。
ジム
海精の牙の元メンバーで、数少ない生き残り。アイフリードに心酔している。泣き虫。

### 重要人物
ザギ
声 - 陶山章央
帝国にもギルドにも所属しないフリーランスの殺し屋。物語序盤では海凶の爪に、終盤ではアレクセイに雇われている。
倫理が欠如したエキセントリックな性格で、死闘の中に興奮を見出す狂気を秘めた青年。ユーリを標的であるフレンと誤解して交戦した際に彼の実力に魅せられ、以降は自分と本気で闘える相手としてユーリを執拗に付け狙うようになる。その執念と闘争心は異常なほど強く、左腕を魔導器に改造してまで死闘を求める。
ユーリの前に幾度となく立ちふさがり、都度退けられるが、タルカロンの対決にてユーリに斬られ奈落へ落ちる。
デューク・バンタレイ
声 - 小山力也
ミステリアスな雰囲気を漂わせる銀髪の美丈夫。ユーリたちの前に現れては時に諭し、時に戒めるような謎めいた言動を繰り返す。
皇帝の証・宙の戒典を所持しており、それを手に各地のエアルクレーネの暴走を鎮めて回っている。人間や俗世との関わりを断ち、始祖の隷長たちに近い位置で世界の行く末を案じ、行動していた。ユーリたちとは異なる正義と揺るぎ無き信念を持ち、そのためにユーリたちの前に立ちはだかる、最後にして最強の壁となった。
現在はどこにも所属していない放浪の身だが、かつての身分は皇帝家に連なるほどの位の高い貴族であり、騎士団にて従軍の経験もある。アレクセイ直々に復帰を求めるほどの実力者で、始祖の隷長エルシフルとともに人魔戦争を終結させた英雄。しかしその後、帝国がエルシフルの力を危ぶみ彼を殺害したことから人間たちに失望し離反。宙の戒典を奪取し帝国を去った。それらの記録は全て帝国から抹消されている。
本作のラストボス。戦闘はデューク、デューク第二形態と連続二回行われるが、特定のサブイベントを発生させると二回戦リザルト後に「虹翼まといし者」という第三形態との戦闘に突入する。パラメータが大幅に上昇するだけでなく、ユーリたちの技をも使用し、一定以上体力が減ると「凛々の明星」というユーリたちの秘奥義を複合した秘奥義で体力を大幅に回復する。
『テイルズ オブ ザ ヒーローズ ツインブレイヴ』にも登場。聖剣エターナルソードの本来の持ち主で、友人である命の精霊が姿を変えた世界樹を見守っているが、邪な願いで世界樹を穢れさせる人間を憎んでいる。
『ザ レイズ』ではプレイアブルキャラクターになっている。
ヘルメス
クリティア族の魔導器研究者でジュディスの父親。魔導器の研究に情熱を注いでおり、バウルや幼少のジュディスと共に世界各地を旅していたが、人魔戦争の最中に死亡した。ヘルメス式魔導器の発案者であり、生前、己の魔導器が起こし得る危険に気づきながらも人魔戦争の勃発を止められなかったことに心を痛めていた。
アレクセイの友人でもあり、晩年に心臓魔導器を始めとした数々の技術を彼に託している。また、アスピオで人間の女性との間に第二子であるリタをもうけ、まだ幼かったリタへ自分の理論を纏めた暗号文を託していた。リタ自身はヘルメスのことを覚えてはいなかったが、ジュディスのはからいでその暗号文の内容は無事にリタが読み解くこととなった。

### その他のキャラクター
ハンクス
声 - チョー
下町の老人。ユーリとは馴染みで、たびたび無茶な行動をする彼を時に叱り、時に助けてくれる。亡くなった妻を愛しており、彼によればエステルは若い頃の妻によく似ているらしい（ユーリとフレンは大げさすぎると言っている）。
テッド
声 - 大本眞基子
下町に住む少年。ユーリとフレンを慕っており、何かと喧嘩する二人を心配している。
リッチ
旅籠馬車「冒険王」を営む男性。父親はレギン遊撃踏査団唯一の生き残りであり、父の意思を受け継いでギガントモンスターを倒すための旅をしている。無愛想で無口だが使命感が強い。
カレン
旅籠馬車「冒険王」を営む女性。リッチを「お兄ちゃん」と呼び慕う。2人の父親が親友同士であり、昔から家族ぐるみの付き合いをしており、カレンがリッチを「お兄ちゃん」と呼ぶのもそのため。また恋人同士でもあり、結婚を約束した仲でもある。
トクナガ
声 - 三戸耕三（PS3版）
海船ギルド「ウミネコの詩」のメンバーで、魔導船フィエルティア号の操縦士。かつてはカウフマンの下で積荷の運搬を主な仕事としていたが、ある仕事の報酬として船ともどもユーリたちへ贈与され、以降は凛々の明星専属の操縦士となる。PS3版では最初の仕事の際一回のみ操舵し、その際に魔物の攻撃で負傷してしまう。以降の操舵はパティが担当する。アフロの髪型とサングラスがトレードマーク。
ティグル
声 - 小野大輔
港の街カプワ・ノールにて、ユーリたちが助けた子供の父親。傷だらけになりながらも、ラゴウの放った魔物を狩りに行こうとしていた。
ケラス
声 - 千葉紗子
ティグルの妻。魔物狩りに行こうとしたティグルを心配していた。
ミムラ・フォン・キュモール
キュモールの姉。弟同様に我儘で貴族としての選民意識が高く、平民を見下している。弟の素業のせいでキュモール家は貴族としての地位を剥奪され、そのことを逆恨みして反帝国派の過激派に加担している。凛々の明星の行動次第ではルブランに逮捕される。
セバス
キュモール家の執事を勤めていた老人。キュモール家が貴族位を剥奪された後はミムラに付き従い、反帝国派の過激派に加担していた。しかし一方で貴族位を剥奪された同家に見切りをつける機会をうかがっていたらしく、ミムラが騎士団に捕まった時は彼女を見捨て、金目の物だけを持って逃げる。
デデッキ
「モルディオ」の名を騙って下町の水道魔導器の魔核を盗んだ張本人。Xbox 360版では屋敷を抜け出して以来登場していないがPS3版ではカプワ・ノールでインチキ商売をしているところをユーリたちに見つかり御用となる。名前を騙っていたリタのことを快く思っておらず、本人の目の前と気付かずに彼女を罵倒し続けたことから彼女の怒りを買い、成敗される。
灯台守の夫婦
PS3版に登場。カプワ・トリムの灯台の家に住む夫婦で、記憶を失い放浪していたパティを保護し育ての親となる。パティとは仲が良く彼女のことを可愛がっており、アイフリードの孫を名乗る彼女への偏見は無いが、トリム港がギルドの影響が強いこともあり、アイフリードの名前を言ってはいけないと固く言い聞かせてきたらしい。
オーマ
PS3版に登場。千年前に星喰みが世界を覆った時、満月の子を犠牲にするザウデの結界や始祖の隷長たちとの和解を拒み、ゲライオス文明に依存しようとした一部の満月の子たちの盟主。最後まで和解することがなかったらしく、穏健派の満月の子たち（エステルの先祖）によってザウデ不落宮の地下に閉じ込められた。同胞たちが老いで死んでゆき、その子孫たちが時と共に地上の存在を忘れていく中、霊薬「アムリタ」で1000年の時を生き永らえてきた。しかし長い間摂取してきた副作用で、その姿はもはや異形の怪物となった。実は本体は上部の白い異形の部分ではなく、尻尾のような黒い人型の部分であり、フキダシがやや下から出ていることからも分かる。
傲慢な性格で始祖の隷長を忌み嫌っており、始祖の隷長や自分たちを“裏切った”満月の子の子孫への復讐を企んでいる。
ノレイン・シーフォ
声 - 渡部紗弓（ボイノベ）
小説『断罪者の系譜』に登場。フレンの母親。幼い頃のユーリに読み書きを教えた人物でもあり、下町に引っ越した数年後に病で亡くなる。

### 始祖の隷長（エンテレケイア）
フェロー
声 - 稲田徹
砂漠の空を総べる、巨鳥の姿をした始祖の隷長の現在の盟主。同胞からは「猛き者」とも呼ばれる。理知的であったり感情的であったりと気分屋な性格。世界を心から愛しており、世界に害を成す存在には容赦しない。当初はエステルの存在を危惧し彼女を殺めようとしたが、ジュディスの説得を受けて人間たちの動向を見守ることにした。
ユーリたちをザウデ不落宮へ乗り込ませるために囮となって瀕死の重傷を負い、彼らに未来を託して聖核と化し、火の精霊イフリートへと転生した。
グシオス
エレアルーミン石英林に住まう、その一踏みで大地を揺るがす巨大な亀の姿をした始祖の隷長。一応言葉は理解しているが、自ら喋ることはない。
初登場時はエアルを取り込むべくカルボクラムを訪れていた所を魔狩りの剣に逆結界で捕らえられていた。
異常発生したエアルを浄化しようと、限界を越えた多量のエアルを摂取したことで理性を失い、星喰みになりかけたところをユーリたちに介錯される。その後に地の精霊ノームへと転生した。
アスタル
天駆ける牡鹿の姿をした始祖の隷長。バクティオン神殿に奉られており、周辺の魔物を統率している。後に聖核を求めたアレクセイの奸計にかかって死亡。
クローネス
空をたゆたうクラゲの姿をした始祖の隷長。隠された街ミョルゾを呑みこんで空をただよっている。住民からは「ミョルゾの主」と呼ばれている。同胞からは「揺蕩うもの」と呼ばれている。
バウル
ジュディスと共に各地を回る、竜の姿をした始祖の隷長。心の絆で繋がったジュディスの相棒で、10年前の人魔戦争で彼女を戦争から救った。人語は話せないが、ジュディスとなら意思疎通ができる。後に巨大なクジラの姿に成長し、フィエルティア号に繋がれたロープを咥えて飛ぶことで一行の旅に大きく貢献する。種族の中でもまだ若く(人間換算で20歳前後)、成長の余地を残しており、聖核を生成できるだけのエアルを有していない。
エルシフル
人魔戦争以前の始祖の隷長の盟主で、10年前の人魔戦争終結の立役者。クロームの父親でもあり、同胞からは「偉大なるもの」とも呼ばれる。人との共存を訴え同族との戦いで人間側に力を貸したが、終戦後にその力を恐れた帝国の思惑により暗殺された。デュークに託されたその願いは、「生きとし生けるもの、心あるものの安寧」だった。エフミドの丘に小さな墓があり、時折デュークが訪れている。
小説『虚空の仮面』の描写では、純白と黄金の巨龍とされる。
スパイラルドラコ
遥か昔の時代の始祖の隷長の盟主。魔装具と呼ばれる武具はスパイラルドラコの体を素材に作られている。PS3版・リマスター版では隠しダンジョンにてボスとして登場、本作最強の敵でもあり、本体のHPは100万ある。ただし既に死んで聖核と化しており、登場したのは意思を持たない肉体のみ。オーマを喰らい、その意志によってユーリたちに襲い掛かる。
上記の通り実力が非常に高いことから、難易度を「アンノウン」に設定するとHPが500万となり、たとえパーティレベルが最大の200でも苦戦するほどの強敵と化し、過去テイルズ最高のHP500万を削りきる必要がある。
人の上半身に一本角の龍頭、両脇に竜の頭、下半身は巨大な四足、二本の尾に巨大な翼をもつケンタウロスに似た、始祖の隷長の中でも飛び抜けた異形の姿。ミョルゾの言い伝えでは「十四の頭を持つ魔物」として伝わっていた。
「暗きもの」
人魔戦争において、魔物側の筆頭であった始祖の隷長。人類を激しく憎悪しており、ヘルメス式魔導器の露見をいいことにエルシフルの意向を無視し暴走。人魔戦争を引き起こした。げっ歯類とも鳥類ともつかない姿をしているという。
「咬み裂くもの」と呼ばれる巨大な魔物（始祖の隷長ではない）を使役しており、テムザを襲わせ、本人はその圧倒的な力を以てヘルメスやキャナリ小隊を手ずから壊滅させている。デュークとエルシフルに倒された。

### 精霊
ウンディーネ
声 - 住友優子
ベリウスの生まれ変わりである、美女の姿をした水の精霊。名前は「水を統べる者」を意味する。最初に誕生した精霊であり、楽観的で包容力のある性格はベリウスであったときのまま。カロルは「ざぶざぶ水色クイーン」と名付けようとしたと思われる。
イフリート
声 - 稲田徹
フェローの生まれ変わりである、蜥蜴のような姿をした火の精霊。名前は「力強く猛々しい炎」と「灼熱の君」を意味する。転生前とは打って変わって豪胆な自信家となり、星喰みへの恐れが全く無くなった。ウンディーネのように、カロルによって「めらめら火の玉キング」と名付けられかけた。
シルフ
声 - 新井里美
クロームの生まれ変わりである、可憐な妖精の姿をした風の精霊。名前は「風を紡ぐ者」を意味する。物静かだが心配性という面もあり、ユーリたちを完全には信用していない。
ノーム
グシオスの生まれ変わりである、獣の姿をした地の精霊。転生前と同じく人語は話せないが、理解はしている。名前は「根を張る者」を意味する。ユーリたちの生き様に憧憬を抱いている。
ハルルの樹の精霊
サブイベントに登場。ハルルの樹と同化した結界魔導器の魔核が、長い年月の間に樹から吸収した大量のエアルによって精霊化した存在。自然発生であるため名前はない。実体化時の姿はヴェールとドレスをまとった女性らしく、その姿を目撃した子供たちから「花嫁の幽霊」と噂されている。
なお、4大精霊はPS3版ではエステルの追加秘奥義「アルティメットエレメンツ」の演出に登場している。戦うことはできるらしい。

### ゲストキャラクター
ダオス
声 - 森川智之
『テイルズ オブ ファンタジア』より出演。作中では「時を駆ける男」として、闘技場に登場。また、PS3版ではリタ専用の特殊イベントも存在する。
シゼル
声 - 伊倉一恵
『テイルズ オブ エターニア』より出演。作中では「哀しき闇の女王」として、闘技場に登場。
バルバトス・ゲーティア
声 - 若本規夫
『テイルズ オブ デスティニー2』より出演。作中では「英雄を殺めし者」として、闘技場に登場。今作もアイテムを使用するとカウンターで秘奥義「アイテムなぞ使ってんじゃねぇ！」を使用する。パティの秘奥義「サモンフレンズ」にも登場するが、その際は顔にお札が貼ってあり、声も出さない。その際も闘技場で秘奥義を使うときと同様にカットインが入る。ただし、カットインでは顔にお札は付いていない。彼が出現した場合、敵味方問わず大ダメージを受けるうえに、しばらくアイテムが使えなくなる。
クラトス・アウリオン
声 - 立木文彦
『テイルズ オブ シンフォニア』より出演。作中では「天上に反逆せし戦士」として、隠しダンジョン最深部および闘技場に登場。
「群青色の戦士」としてヨームゲンに伝記が残されている。
クィッキー
『テイルズ オブ エターニア』より出演。パティの秘奥義「サモンフレンズ」で登場し、味方全員のTPとOVLゲージが全回復する。そのため、PS3版でのみ登場する。
ミュウ
『テイルズ オブ ジ アビス』より出演。パティの秘奥義「サモンフレンズ」で登場し、火を吹いて攻撃する。そのため、PS3版でのみ登場する。

## PlayStation 3版
2009年9月17日に、新要素が追加された移植版がPlayStation 3で発売された。シナリオでは音声がフルボイス化 され、新たなパーティキャラクターとして「パティ・フルール」が登場し、Xbox 360版では一時的にパーティに加入していたフレンの加入時期の増加・延長および正式加入 が行われた。また、2012年8月2日に廉価版が販売された。
- 「アーツボール」（術技セット数が2倍に）[15]
- 新コスチューム[15][16][17]、アタッチメント[17]、術技追加[14][15]
- 新ダンジョン[16]、新ボスキャラクター[14]、新ギガントモンスター追加[16]
- イベントスキップできるようになった。
- 『テイルズ オブ バーサス』初回特典にPS3版『ヴェスペリア』のオリジナルスキット解放のプロダクトコードを同梱[16]。

## リマスター版
2019年1月11日に発売。
- 解像度とフレームレートの向上
- 過去配信されたDLCを多数収録（アイテムメニューの追加コンテンツ欄にある）
- ゲームを始める前に音声言語・字幕言語が選択可能
- 戦闘リザルトが字幕で表示されるようになる
- タイトル画面でクレジットムービーが見られる

## 主題歌
「鐘を鳴らして」（日本語版） / 「Ring A Bell」（英語版）
作詞・作曲・歌 - BONNIE PINK
スタッフによると「ワールドワイドで歌える方」として選ばれており、シナリオを説明した上で日本語と英語の両方の詞が書き下ろされている。

## 開発
企画は本作と同じスタッフによる『テイルズ オブ ジ アビス』開発終盤からスタートした。当時はPlayStation 2で発売するものと制作プロデューサー樋口義人は考えていたが、上司の「それではシリーズが終わってしまう」という声から次世代機での発売が決定した。プロジェクトが本格化したのは2006年5月頃で、藤島康介へのキャラクターデザインの発注もその頃に行われた。
本作では新たな試みとして、従来では日本での発売の後追いで作業していた海外向けのローカライズが並行して行われた。「Xbox 360での発売だから、海外でのヒットなくして成功はない」という考えからのもので、そのおかげであらかじめ海外を意識した開発が行えたという。

## プロモーション
Xbox 360版には予約特典DVD「テイルズチャンネルDVD －ヴェスペリアチャンネル篇－」が付属した。アドベンチャードラマ ラピードと冒険する未来研究所〜エステルを探して〜、スーパープレイ集、イラストギャラリー、PVが収録されている。
アドベンチャードラマ ラピードと冒険する未来研究所〜エステルを探して〜
ユーリの声を担当する鳥海浩輔とラピードがエステルを探してバンダイナムコゲームスを探検する内容のチャットドラマ。今回初めて実写で行われている。

## 評価
Xbox 360版は発売2週間で12万本を売上げ、Xbox 360用ソフト歴代ランキング2位となった。
PS3版の国内累計出荷は35万本 を突破し、Xbox 360版を上回った。
ダウンロードコンテンツについては、ネット上で「レベルがお金で買える」などと話題になり賛否両論の反応があった。プロデューサー郷田努は腹を立てているのは外野という印象を受けたこと、実際には買わなくても苦労しないバランスとなっておりユーザーも好意的だったということを述べ、両者の温度差に困惑する様子を見せた。具体的な売上は伏せられたが「決して無視できない数字」であるという。
2021年3月にYouTube公式チャンネルにおいて、テイルズ オブ シリーズのワールドワイドでの販売本数公開を行っている。この際にREMASTERのみで全世界100万本、全バージョンを含めた累計では237万本に達していたことが発表されていおり、本作はテイルズ オブ シリーズにおいて2位の実績となった。

## 劇場アニメ
2009年10月3日より池袋シネマサンシャインほか全国34スクリーン（最終的に約110 - 120スクリーンほど）で上映された。こちらではタイトルのロゴマークが騎士団の紋章になっている。本作を制作したProduction I.Gはテイルズ オブ シリーズのアニメパートを多く手がけてきたが、メディアミックスとしてアニメ制作に関わったのは本作が初である。本編中の回想シーンは『テイルズ オブ シンフォニア』以降の藤島康介デザインの作品のEDの作画を手掛ける柳沼和良が担当している。主題歌はゲームと同じくBONNIE PINKの「鐘を鳴らして」。2009年12月16日時点で興行収入は1億8253万6600円を記録している。
ゲームの数年前、ユーリが騎士団にいたころのストーリーを描いた作品。パーティキャラクターの内、ジュディスとパティは登場せず、カロルは一瞬だけ登場。ゲーム本編とは矛盾する描写があるが、これについては監督の亀井幹太からは「映画作品として成立させるため、わざと矛盾させた部分や拡大解釈して考えて作った部分もある」、樋口義人からは「監督の作品なので、パラレルワールド的な展開があってもいいんじゃないでしょうか」という回答がなされている。エンディングには、「映画のストーリーの後にゲーム本編が続く」という意味合いからゲームのオープニングが使用されており、その後には作中のBGMを流し黒バックにスタッフロールを流すという、洋画などに見られるオーソドックスな形式が用いられた。
本作の舞台であるシゾンタニアのモデルとなったのはスペインのクエンカである。

### 『〜The First Strike〜』のキャラクター
ナイレン・フェドロック
声 - 谷口節
ユーリたちの隊長。剛胆かつ大雑把だが部下や市民から絶大な信頼を得ている。妻と子がいたがすでに死別している。
遺跡に突入した際、高濃度エアルの塊に接触するも、メルゾムの介入もあり一旦は事なきを得た。しかしその傷口より徐々に体を蝕まれ、そのまま遺跡の崩壊に合わせる形で死去する。
ヒスカ・アイヒープ、シャスティル・アイヒープ
声 - 小笠原亜里沙（ヒスカ）、水沢史絵（シャスティル）
ユーリとフレンの先輩である双子の姉妹。妹のヒスカが当時新米騎士だったユーリの指導役で、姉のシャスティルがフレンの指導役だった。部隊では回復と防御魔法を担当。瓜二つで背丈も全く同じだが、見分けは胸の大きさでわかる（2人はその見分け方をセクハラとして嫌がっている）。ゲームではPS3版のサブイベントのみに登場するが、劇場版とは胸の大きさが逆になっている（劇場版ではシャスティルの方が大きい）。
ユルギス
声 - 加瀬康之
ナイレンが信頼を置く副隊長。遺跡で班を分けた際には、援護班の指揮を執った。
エルヴィン
声 - 木村雅史
ノリは軽いが実直な性格のナイレン隊の騎士。大柄な体躯が特徴。遺跡探索では突入班に加わり、ユーリらと共に最深部まで到達した。
ガリスタ・ルオドー
声 - 宮本充
ナイレンにアドバイスをしている軍師。苦手なものは絵で、シゾンタニアからリタの研究所までの地図を描き、ナイレンとシャスティルに手渡したが2人とも迷ってしまう。この地図は社内コンペの結果決定した。
実は遺跡の崩壊は彼の仕掛けた魔導器によるもので、それに気づいたフレン、ユーリは激昂、彼の下へ乗り込んで敵討ちに成功した。なお、公式には「魔導器の暴走による死亡」とされた。
キャラクターデザインは『テイルズ オブ ジ アビス』のジェイド・カーティスに似ており、吉積信は声優もジェイドを担当した子安武人に依頼する案を出したが、樋口義人に反対された。
ランバート
騎士団の軍用犬で、ラピードの父親である。任務中高濃度エアルに取り込まれ暴走、ナイレン隊やギルドのメンバー数人を噛み殺した末、ユーリによってやむなく斬られ、死亡した。
メルゾム・ケイダ
声 - 郷里大輔
シゾンタニアのギルドの首領。ナイレンとは昔馴染み。
グラダナ
声 - 高木渉
アレクセイの部下の帝国騎士団員。虎の威を駆る子役人的存在。
エマ
声 - 宇山玲加
ユーリに命を助けられた少女。以降、彼を慕っている。
ファイナス・シーフォ
フレンの父。騎士団に属していたが、とある事件で、下町の住民を守るために命令違反をして死亡している。回想シーンのみに登場。

### 声の出演
- ユーリ・ローウェル - 鳥海浩輔
- フレン・シーフォ - 宮野真守
- ヒスカ・アイヒープ - 小笠原亜里沙
- シャスティル・アイヒープ - 水沢史絵
- リタ・モルディオ - 森永理科
- エステリーゼ - 中原麻衣
- アレクセイ - 小杉十郎太
- レイヴン - 竹本英史
- ユルギス - 加瀬康之
- エルヴィン - 木村雅史
- ガリスタ・ルオドー - 宮本充
- グラダナ - 高木渉
- デヴィッド - 岩崎正寛
- ハンクス - 堂坂晃三
- カンスケ - 相馬幸人
- イワン - 東龍一
- クリス - 逢坂力
- 街の人々 - 目黒光祐、金沢映子、佐々木誠二
- ギルド達 - 多田野曜平、岩尾万太郎
- ウエイトレス - 庄子裕衣
- 親衛隊 - 川原元幸
- エマ - 宇山玲加
- エマの母 - 石塚さより
- メルゾム・ケイダ - 郷里大輔
- ナイレン・フェドロック - 谷口節

### スタッフ（劇場版）
- 原作 - バンダイナムコゲームス[6]
- 製作 - 鵜之沢伸、川城和実、石川光久
- 監督 - 亀井幹太[6]
- プロデューサー - 吉積信、湯川淳、寺川英和
- 脚本 - 吉田玲子[6]
- 音楽 - 千住明[6]
- キャラクター原案 - 藤島康介[6]
- キャラクターデザイン・キャラクター作画監督 - 松竹徳幸[6]
- プロップデザイン - 金子秀一
- 作画監督 - 斎藤卓也・黄瀬和哉・海谷敏久
- 美術監督 - 大野広司
- 色彩設計 - 井上住津枝
- 3D監督 - 遠藤誠
- 撮影監督 - 山田和弘
- 音響監督 - 若林和弘
- アニメーション制作 - Production I.G[6]
- 製作 - バンダイナムコゲームス、バンダイビジュアル、Production I.G
- 製作協力 - 東急エージェンシー[6]、エモーション[6]
- 配給 - 角川映画[6]

### 関連商品（劇場版）
DVD
- テイルズ オブ ヴェスペリア 〜 The First Strike 〜（Blu-ray・DVD・UMD、2010年5月28日発売）
  - 初回特典 ゲーム「テイルズ オブ ヴェスペリア」用PS3版着せ替えつき衣装称号（2種）ダウンロードコンテンツ※ダウンロードチケット封入
    - （1）ユーリ用なりきりコスチューム（フェドロック隊制服 軽装ver.）
    - （2）エステル用なりきりコスチューム（フェドロック隊制服 ヒスカ・シャスティルver.）

  - 映像特典 ピクチャーサウンド
  - 封入特典 特性ブックレット
  - 音声特典 キャスト&スタッフによるオーディオコメンタリー
  - ジャケットイラストは松竹徳幸描き下ろし

書籍
- 劇場版 テイルズ オブ ヴェスペリア 〜The First Strike〜 オフィシャルファンブック（2010年2月10日発売、一迅社） ISBN 978-4-75-801168-6
- テイルズ オブ ヴェスペリア 〜The First Strike〜 コミックアンソロジー（2010年2月25日発売、一迅社） ISBN 978-4-75-800536-4

サウンドトラック

- 劇場アニメ「テイルズ・オブ・ヴェスペリア 〜The First Strike〜」オリジナルサウンドトラック（2009年10月21日発売）

ドラマCD

- 劇場アニメ テイルズ オブ ヴェスペリア 〜The First Strike〜 Episode 0（2010年6月23日発売、ランティス）

## 関連作品

### 漫画
テイルズ オブ ヴェスペリア
『テイルズ オブ マガジン』Vol.1から14まで連載された後、『コンプティーク』に移籍。作画は森田柚花。ラゴウの暗殺までで終わりとなっている。
1. 2009年3月21日発売、ISBN 978-4-04-715218-2
2. 2009年10月22日発売、ISBN 978-4-04-715318-9
3. 2010年11月20日発売、ISBN 978-4-04-715521-3

テイルズ オブ ヴェスペリア 〜フレン 聖なる白銀の騎士〜
『テイルズ オブ マガジン』Vol.1から3まで掲載され、以降連載休止・未完となった。作画は小枕チヨリ。
ヴェスペリア ギャグ劇場 ているずV
『テイルズ オブ マガジン』Vol.1から14まで掲載。作画は墨丸こいち。
1. 2009年5月22日発売、ISBN 978-4-04-715242-7

テイルズ オブ ヴェスペリア パロディマンガ ちょこっとV。
『テイルズ オブ マガジン』Vol.2から14まで掲載。作画は泉原れな。
テイルズ オブ ヴェスペリア パロディマンガ もういっちょV。
『テイルズ オブ マガジン』Vol.4から8まで掲載。作画は紀和保地。
テイルズ オブ ヴェスペリア 〜明星たちの軌跡〜
『ビバ☆テイルズ オブ マガジン』Vol.3（2011年6月号）から2012年10月号まで連載。作画は風都ノリ。凛々の明星結成後のユーリたちを描いている。
1. 2012年3月27日発売、ISBN 978-4-04-886378-0

テイルズ オブ ヴェスペリア 虚空の仮面
『ビバ☆テイルズ オブ マガジン』2012年2月号から2013年9月号まで連載。作画は日森よしの。同名小説の漫画版。
1. 2012年10月27日発売、ISBN 978-4-04-891050-7
2. 2013年2月27日発売、ISBN 978-4-04-891359-1
3. 2013年10月26日発売、ISBN 978-4-04-866053-2

テイルズ オブ ヴェスペリア 断罪者の系譜
『ビバ☆テイルズ オブ マガジン』2015年3月号から8月号まで連載。作画は日森よしの。同名アプリの上巻の漫画版。また、『ビバ☆テイルズ オブ マガジン』2016 Springには下巻の1シーンを漫画化したものが掲載。
この他、一迅社からアンソロジーコミックが6巻と「THE BEST」が1巻、4コマ漫画が5巻刊行されている。

### 小説
テイルズ オブ ヴェスペリア
『テイルズ オブ マガジン』Vol.2から13まで連載。著者は岩佐まもる、イラストは上田夢人。角川スニーカー文庫より刊行。
- I：2009年1月31日発売、ISBN 978-4-04-422318-2
- II：2009年5月30日発売、ISBN 978-4-04-422321-2
- III：2009年9月30日発売、ISBN 978-4-04-422322-9
- IV：2009年12月26日発売、ISBN 978-4-04-422323-6

テイルズ オブ ヴェスペリア 金の満月（きんのつき）
著者は矢島さら、イラストは中嶋敦子。ファミ通文庫より刊行。ゲーム本編のシナリオをエステルの視点で追っていく。
- 2009年5月30日発売、ISBN 978-4-75-774891-0

テイルズ オブ ヴェスペリア 青の天空（あおのそら）
著者は矢島さら、イラストは中嶋敦子。ファミ通文庫より刊行。リタの幼少期からエンディングまでの追想を、エステルの絵本を借りて語られる。
- 2009年8月29日発売、ISBN 978-4-75-774987-0

テイルズ オブ ヴェスペリア 銀の明星（ぎんのほし）
著者は矢島さら、イラストは中嶋敦子。ファミ通文庫より刊行。カロルのスピンオフ。
- 2009年11月30日発売、ISBN 978-4-04-726096-2

テイルズ オブ ヴェスペリア 虚空の仮面（こくうのかめん）
著者は奥田孝明、イラストは岩本稔。ファミ通文庫より刊行。レイヴンのスピンオフ。上巻ではダミュロンからシュヴァーンとなるまで、下巻ではレイヴンとなり現在に至るまでを描く。また、アレクセイが変わってしまうまでの経緯や、デュークと帝国の関わりなどについても多くが語られている。
- 上：2010年4月30日発売、ISBN 978-4-04-726489-2
- 下：2010年7月30日発売、ISBN 978-4-04-726657-5

テイルズ オブ ヴェスペリア 竜使いの沈黙（りゅうつかいのちんもく）
著者は奥田孝明、イラストは岩本稔。ファミ通文庫より刊行。ジュディスの生い立ちと使命、そして妹との関わりについてが描かれる。またゲームでは詳細の語られることのなかったヘルメスや始祖の隷長の事情などについても掘り下げられている。
- 上：2011年7月30日発売、ISBN 978-4-04-727337-5
- 下：2011年11月30日発売、ISBN 978-4-04-727644-4

テイルズ オブ ヴェスペリア 断罪者の系譜（だんざいしゃのけいふ）
著者は奥田考明、イラストは日森よしの。アスキー・メディアワークスより刊行。同名アプリに加筆修正と書き下ろしを加えた文庫版。
- 上：2016年3月10日発売、ISBN 978-4-04-865851-5
- 下：2016年3月10日発売、ISBN 978-4-04-865855-3

### アプリ
テイルズ オブ ヴェスペリア-断罪者の系譜-
スマートフォン用のボイス付小説（ボイノベ）。
- 著 - 奥田考明 イラスト - 日森よしの
  - テイルズ オブ ヴェスペリア-断罪者の系譜- 上巻 ひとつの出会い、ふたりの剣（2014年4月8日配信開始）
  - テイルズ オブ ヴェスペリア-断罪者の系譜- 中巻 届く想い、届かぬ願い（2014年5月2日配信開始）
  - テイルズ オブ ヴェスペリア-断罪者の系譜- 下巻 人々の笑顔のために（2014年5月23日配信開始）

テイルズ オブ ビブリオテカ
2013年9月25日 - 2014年10月30日配信。シリーズ作品の各シーンをイラストや原作の音声とともに閲覧可能なアプリとされ、第1弾として『テイルズ オブ ヴェスペリア』をプレイできたが、それ以上の展開はないまま配信を終了した。その後は『ヴェスペリア』の関連作品として扱われている。

### ドラマCD
- テイルズ オブ ヴェスペリア Vol.1（2009年5月27日発売[29]）
- テイルズ オブ ヴェスペリア Vol.2（2009年6月24日発売[29]）
- テイルズ オブ ヴェスペリア Vol.3（2009年7月23日発売[29]）
- テイルズ オブ ヴェスペリア Vol.4（2009年8月26日発売[29]）
- テイルズ オブ ヴェスペリア Vol.5（2009年11月26日発売[29]）
- テイルズ オブ ヴェスペリア Vol.6（2009年12月23日発売[29]）
  - フロンティアワークスより発売。
- アンソロジードラマCD テイルズ オブ ヴェスペリア 2009 Winter（2009年12月29日発売[29]）
- アンソロジードラマCD テイルズ オブ ヴェスペリア 2010 Summer（2010年8月13日発売[29]）
- アンソロジードラマCD テイルズ オブ ヴェスペリア 2010 Winter
  - フロンティアワークスより発売。
- テイルズ オブ ヴェスペリア 虚空の仮面 前編（2011年5月25日発売）
- テイルズ オブ ヴェスペリア 虚空の仮面 後編（2011年7月21日発売）
  - フロンティアワークスより発売。ファミ通文庫刊の小説を音声化したもの。上記のドラマCDのストーリーとはリンクしていない。

### 舞台
2019年12月5日 - 15日に天王洲銀河劇場で、『テイルズ オブ ザ ステージ -光と影の正義-』が公演。
キャスト
- ユーリ・ローウェル - 吉澤翼
- フレン・シーフォ - 加藤将
- エステル - 末永みゆ
- ラピード - 田中尚輝
- カロル・カペル - 北乃颯希
- リタ - 近藤里沙
- レイヴン - 加藤真央
- ジュディス - 寺田真珠
- ドン・ホワイトホース - 内田健介
- アレクセイ・ディノイア - 和泉宗兵

スタッフ
- 脚本 - 入江おろぱ
- 演出 - TETSUHARU

## 関連商品

### 書籍
- テイルズ オブ ヴェスペリア 公式コンプリートガイド（2008年9月11日発売[52]、山下書店） ISBN 978-4-90-237219-9
- テイルズ オブ ヴェスペリア パーフェクトガイド（2008年11月7日発売[52]、エンターブレイン） ISBN 978-4-75-774556-8
- PS3版 テイルズ オブ ヴェスペリア 公式コンプリートガイド（山下書店、2009年） ISBN 978-4-90-237226-7
- PS3版 テイルズ オブ ヴェスペリア パーフェクトガイド（エンターブレイン、2009年） ISBN 978-4-04-726242-3
- テイルズ オブ ヴェスペリア PS3版 探求の書（集英社、2009年） ISBN 978-4-08-779521-9
- テイルズ オブ ヴェスペリア イラストレーションズ 藤島康介のキャラクター仕事（一迅社、2009年） ISBN 978-4-75-801135-8
- テイルズ オブ ヴェスペリア 公式シナリオブック（山下書店、2010年） ISBN 978-4-90-237228-1

### サウンドトラック
- テイルズ オブ ヴェスペリア オリジナルサウンドトラック（2008年8月20日発売）

### ラジオCD
フロンティアワークスより発売。
- DJCD テイルズリング・ヴェスペリア（2010年3月25日発売）
- DJCD テイルズリング・ヴェスペリア Comic Market 80 Limited
- DJCD テイルズリング・ヴェスペリア Comic Market 81 Limited（2012年1月25日発売[29]）
- DJCD テイルズリング・ヴェスペリア Comic Market 82 Limited（2012年9月26日発売[29]）
- DJCD テイルズリング・ヴェスペリア Comic Market 83 Limited 会場限定版（2012年12月29日発売[29]）
- DJCD テイルズリング・ヴェスペリア Comic Market 83 Limited（2013年1月26日発売[29]）
- DJCD テイルズリング・ヴェスペリア Comic Market 84 Limited
- DJCD テイルズリング・ヴェスペリア Comic Market 85 Limited
- DJCD テイルズリング・ヴェスペリア Comic Market 86 Limited
- DJCD テイルズリング・ヴェスペリア Comic Market 87 Limited
- DJCD テイルズリング・ヴェスペリア Comic Market 88 Limited
- DJCD テイルズリング・ヴェスペリア Comic Market 89 Limited

## 他のゲーム作品との関連
テイルズ オブ ハーツ（2008年12月18日発売）
貴重品「明星の腕輪」を入手すると戦闘中にユーリを援護キャラクターとして呼び出せるようになり、呼び出すと技「円閃牙」を使用する。
テイルズ オブ ザ ワールド レディアント マイソロジー2（2009年1月29日発売）
シリーズキャラクター共演作品。ユーリとエステルがプレイヤーキャラクターとして登場。
テイルズ オブ バーサス（2009年8月6日発売）
シリーズキャラクター共演作品。ユーリ、ジュディス、リタがプレイヤーキャラクターとして登場。
テイルズ オブ グレイセス（2009年12月10日発売）、テイルズ オブ グレイセス エフ（2010年12月2日発売）
ブレイブヴェスペリアがヒューバートの装備品の名称として登場。ユーリの衣装がアスベルのコスチュームとして、リタの衣装がシェリアのコスチュームとして、パティの衣装がソフィのコスチュームとして登場。『エフ』ではレイヴンの衣装がマリクのコスチュームとして、フレンの衣装がヒューバートのコスチュームとして登場。
　隠しダンジョン「ゾーオンケイジ」では、フロア10のボスを初めて倒した時のイベントで、ジュディスの写真が少し映る。
ヴィーナス&ブレイブス〜魔女と女神と滅びの予言〜（PSP版）（2011年1月20日発売）
バンダイナムコゲームスのRPG。ユーリ、エステル、リタ、レイヴンが登場し、本作品のキャラクターが彼らの技を習得可能。
テイルズ オブ ザ ワールド レディアント マイソロジー3（2011年2月10日発売）
シリーズキャラクター共演作品。ユーリ、エステル、フレン、リタ、レイヴン、ジュディスがプレイヤーキャラクターとして登場。
テイルズ オブ ザ ヒーローズ ツインブレイヴ（2012年2月23日発売）
シリーズキャラクター共演作品。ユーリとフレン、デュークがプレイヤーキャラクターとして登場。
テイルズ オブ ザ ワールド タクティクス ユニオン（2012年7月2日配信）、テイルズ オブ ザ ワールド レーヴ ユナイティア（2014年10月23日発売）
シリーズキャラクター共演作品。ユーリ、フレン、ジュディス、リタ、レイヴン、エステルがプレイヤーキャラクターとして登場。
PROJECT X ZONE（2012年10月11日発売）
バンダイナムコゲームス・カプコン・セガによるクロスオーバー作品。ユーリとエステルがペアユニット、フレンがソロユニットとして登場。
テイルズ オブ エクシリア2（2012年11月1日発売）
ブレイブヴェスペリアがルドガーの装備品の名称として登場。
テイルズ オブ ハーツ R（2013年3月7日発売）
『テイルズ オブ ハーツ』のリメイク版。ラピードの衣装がクンツァイトのコスチュームとして、パティの衣装がベリルのコスチュームとして登場。
テイルズ オブ シンフォニア ユニゾナントパック（2013年10月10日発売）
『テイルズ オブ シンフォニア』と『テイルズ オブ シンフォニア -ラタトスクの騎士-』の移植版。リタの衣装がコレットのコスチュームとして、ジュディスの衣装がしいなのコスチュームとして登場。
テイルズ オブ リンク（2014年3月3日配信〈iOS版〉、2014年4月23日配信〈Android版〉）
シリーズキャラクター共演作品。メインシナリオにリタが、期間限定のサブクエストにユーリ、エステル、フレンが登場。
テイルズ オブ アスタリア（2014年4月3日配信〈Android版〉、2014年4月23日配信〈iOS版〉）
シリーズキャラクター共演作品。シナリオにユーリ、エステル、フレン、ラピード、リタが登場。
PROJECT X ZONE 2:BRAVE NEW WORLD（2015年11月12日発売）
ユーリとフレンがペアユニット、エステルがソロユニット、ザギが敵キャラクターとして登場。
テイルズ オブ ゼスティリア（2015年1月22日発売）
ユーリの衣装がスレイのコスチュームとして登場。
テイルズ オブ ザ レイズ（2017年2月28日配信）
シリーズキャラクター共演作品。ユーリ、エステル、フレン、ラピード、カロル、リタ、レイヴン、ジュディス、パティ、デューク、アレクセイ、イエガー、ゴーシュ、ドロワット、バウルが登場。